# غازان خان
سلطان محمود غازان خان (۲۹ ربیع‌الثانی ۶۷۰ – ۱۱ شوال ۷۰۳) هفتمین ایلخان ایران بود که از ۶۹۴ تا ۷۰۳ ه‍.ق حکمرانی کرد. او از سه سالگی نزد پدربزرگش اباقا زندگی می‌کرد. به دستور اباقا او را به بخشیان سپردند تا تعلیمات بودایی را به‌خوبی فراگیرد. غازان خان در سال ۶۸۴ ه‍.ق / ۱۲۸۵ م عهده‌دار ولایات خراسان، مازندران و قومس شد؛ امیر نوروز نیز نیابت او در خراسان را به عهده داشت. امیر نوروز در ذیحجه سال ۶۸۷ ه‍.ق علیه غازان دست به شورش زد و عده‌ای از بزرگان را نیز با خود همراه ساخت و نبردی علیه غازان ترتیب داد؛ وی در آغاز پیروز شد اما هنگامی که متوجه لشکریان بایدو خان و دیگر سرداران مغول شد بهتر دید که صلح کند و دست از جنگ بردارد و سلطان نیز او را عفو کرد.
در سال ۶۹۴ ه‍.ق بایدو خان وارد جنگی با گیخاتو شد اما توان کافی برای ادامهٔ نبرد نداشت پس از غازان خان درخواست کرد عازم پایتخت شود و خان مغول گردد. هنگامی که غازان به نزدیکی تهران رسید متوجه شد بایدو شخصاً حکومت را به دست گرفته و از دعوت غازان پشیمان گشته است، پس تصمیم گرفت به خراسان بازگردد که در راه گیلان با صدرجهان، وزیر سابق بایدو روبه‌رو شد. صدرجهان به غازان پیشنهاد می‌کند به کمک او بایدو را شکست دهد اما برای این اتحاد شروطی بیان می‌کند که یکی از همان‌ها مسلمان شدن غازان خان بود. سلطان شرط‌های صدرجهان را می‌پذیرد و نبرد خود را آغاز می‌کند، بایدو در ۲۳ ذیقعده ۶۹۴ ه‍.ق به دست امیر نوروز در شهر نخجوان کشته شد. پس از آن سلطان مسلمان شد و از پی او بسیاری از مغولان که در حدود ده هزار تن بودند، نیز مسلمان شدند. سلطان پس از گروش به اسلام، فرمان تخریب معابد بودا و آتشکده‌ها و کلیساها را صادر کرد. وی برای مسیحیان و یهودیان پوششی خاص وضع کرد تا از دیگران تشخیص داده‌شوند. به‌طور کلی در این زمان اقلیت‌های اسماعیلی، مزدکی، مانوی، زرتشتی و… که قدرت بسیار یافته‌بودند، از رونق افتادند.
غازان خان در ۲۳ ذی‌حجه ۶۹۴ ه‍.ق به تخت سلطنت نشست؛ اما گروش به اسلام، باعث شد شاهزادگان و بزرگان مغول مشکلاتی را برای این ایلخان ایجاد کنند. ماه صفر سال ۶۹۵ ه‍.ق بود که اوجای فرزند براق خان از نبود نیروی کافی در خراسان و شرایط موجود استفاده کرد و به خراسان حمله کرد. امیرنوروز مسئول سرکوب اوجا شد و شورش او را دفع کرد. پس از او شاهزاده سوکای، برلا و ارسلان نیز شورش کردند اما همهٔ آن‌ها سرکوب شدند. وی در ۶ ذیحجه ۶۹۵ ه‍.ق با بلغان خاتون ازدواج کرد. وی همچنین به علت گسترش بیش از حد نفوذ و قدرت امیر نوروز و صدرجهان و اقدامات بعضاً نابخردانه و دردسرسازشان که به طغیان نیز منجر شد، به قتل آنان دست یازید و آنان را از عرصهٔ قدرت حذف نمود. غازان خان هنگامی که به سلطنت رسید، اصلاحات بسیاری را در زمینه‌هایی شامل عمرانی، اقتصادی، دینی و حقوقی در حکومت به وجود آورد و باعث شد اوضاع مملکت بهبود یابد.
غازان خان در دوران فرمانروایی خود نبردهایی با ممالیک مصر و شامات داشت و روابط دوستانه‌ای نیز با پادشاهان ارمنستان، گرجستان، هتوم دوم و امپراطوری روم شرقی برقرار کرد. در این نبردها، ابتدا پیروزی نصیب مغولان شد، اما با اتحاد نیروهای مصر و شامات غازان خان شکست خورد و عده‌ای علت مرگ او را نیز همین شکست می‌دانند. وی در ۷۰۳ ه‍.ق در حوالی قزوین پس از قریب به نه سال سلطنت به سن ۳۲ سالگی وفات یافت و برعکس رسم و رسومات مغول که خان در مکانی نامعلوم دفن می‌شد او را در شنب غازان دفن کردند.

## ریشهٔ نام
مغولان مانند سایر اقوام ابتدایی، برای نام‌گذاری اهمیت مذهبی قائل بودند. آن‌ها اسم نوزاد را بر اساس نخستین شیء که پس از تولد وی وارد خانه می‌شد یا نخستین واقعهٔ مهمی که رخ می‌داد، انتخاب می‌کردند. نام غازان خان، از همین طریق و بر طبق یک «کتری» که به مغولی «قزغان» گفته می‌شد، انتخاب شد. اگرچه تغییر نام بسیار معمول بود و این کار در چند حالت صورت می‌گرفت: حالت اول آن بود که شخص به عارضه‌ای سخت یا اتفاقی ناگوار دچار می‌شد، که در این حال نام او را عوض می‌کردند. دوم این که، اگر یکی از بزرگان پیش از سن کهولت درمی‌گذشت، نه تنها نام او را بر فرزندان نمی‌گذاشتند، بلکه کسانی که همنام او بودند، اسم خود را تغییر می‌دادند. حالت سوم، پس از آن که شاهزادگان به دین مسیحیت، اسلام و… درمی‌آمدند، رخ می‌داد و افراد نام خود را تغییر می‌دادند؛ مثلاً غازان خان پس از گروش به اسلام، نام خود را محمود گذاشت.

## کودکی
غازان خان پسر بزرگ ارغون خان در سحرگاه روز جمعه ۲۹ ربیع‌الثانی سال ۶۷۰ ه‍.ق در قصبهٔ آبسکون در «سلطان دوین» مازندران به دنیا آمد. به علت علاقهٔ بسیار اباقا به غازان خان، وی از سه سالگی نزد پدربزرگش زندگی می‌کرد. اباقای بودایی، نوه‌اش را در سن پنج سالگی به بخشیان سپرد تا او را تعلیم دهند و خط اویغوری، علوم و آداب بخشیان و مناسک دین بودا را به وی بیاموزند؛ وی در مدت پنج سال آن‌ها را به خوبی فراگرفت و در این امور به کمال رسید. به همین دلیل، به‌وضوح می‌توان دید که چون سلطان از کودکی تحت تعالیم بوداییان قرار گرفته، این مذهب در تکوین شخصیت وی تأثیر بسیار نهاده است. غازان همچنین معبدی بودایی در خبوشان بنا کرد.

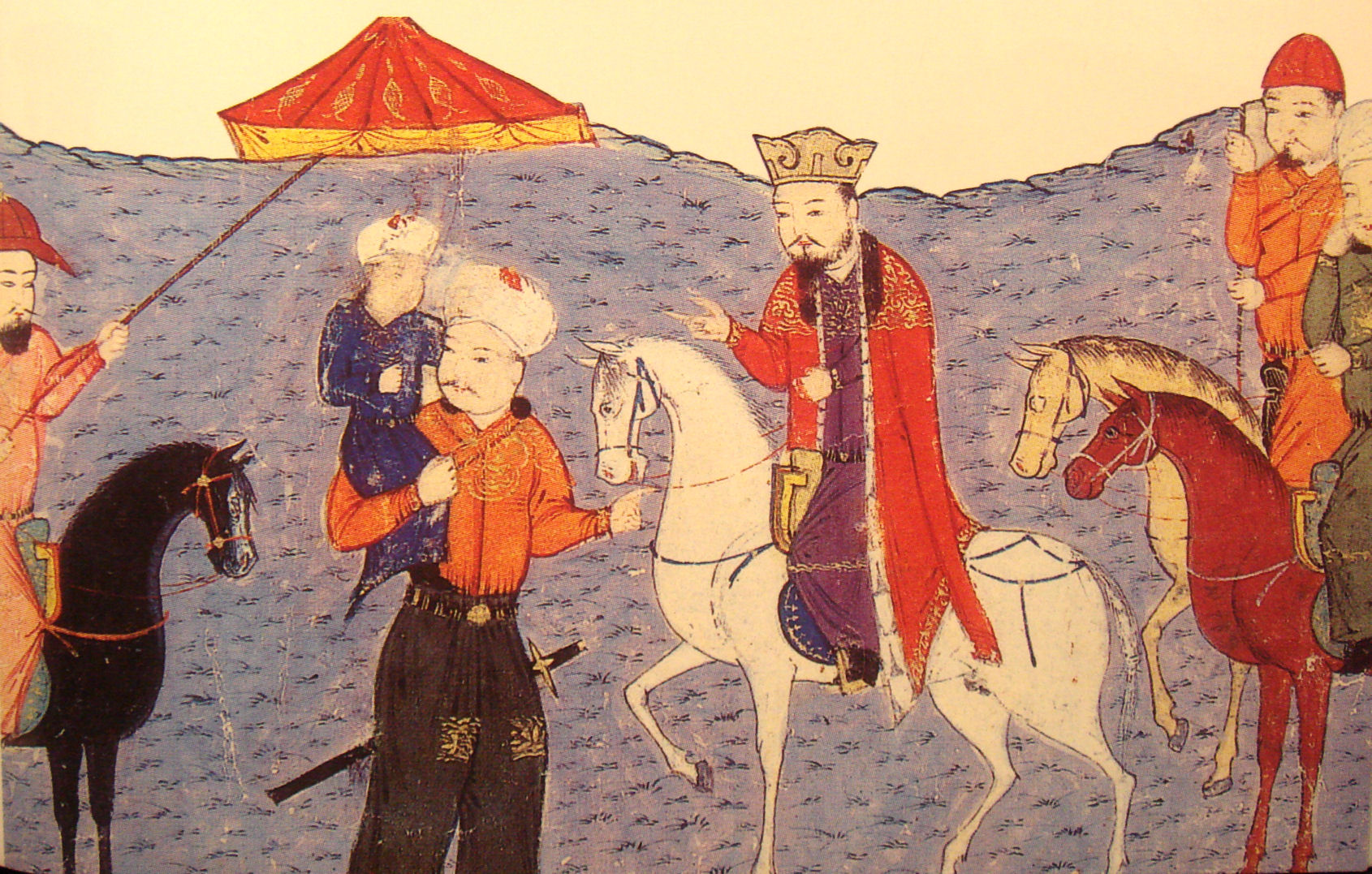
غازان خان در آغوش ارغون در کنار اباقا

همچنین مشخص است که غازان خان در کودکی غسل تعمید داده شده و مسیحیت را پذیرفته است.

## دوران پیش از سلطنت
پس از آن که جلوس ارغون رسماً در قوریلتای بهار یا تابستان سال ۶۸۴ ه‍.ق / ۱۲۸۵ م در ۱۳ سالگی از طرف قوبلای خان تصویب گردید؛ ولایات خراسان، مازندران، قومس و ری را به پسرش غازان خان سپرد، در واقع غازان خان از طرف پدر مأمور ادارهٔ این مناطق گردید. ارغون شاهزاده کینشو را به معاونت غازان و نوروز را به امارت خراسان منصوب کرد، پس امیر نوروز نیابت غازان را بر عهده داشت.

## طغیان امیر نوروز و سرانجام آن
حکومت خراسان چنان‌که ذکر شد، از طرف ارغون، به پسرش، غازان خان، سپرده شده‌بود و نیابت غازان را در این مقام، امیر نوروز بر عهده داشت؛ او که به تازگی مسلمان شده‌بود، در ذیحجه سال ۶۸۷ ه‍. ق، به بهانهٔ سرکشی به اردوی خود و تهیهٔ مقدمات حمله به ماوراءالنهر، غازان را در مرو ترک گفت و به قشلاق خود در خراسان رفت و بسیاری از امرای آن ناحیه را ضد غازان با خود همدست کرد. امیر نوروز در ۲۷ ربیع‌الاول سال ۶۸۷ ه‍.ق که غازان در حدود کشف رود اقامت داشت، بر سر او تاخت و شاهزاده را به طرف مازندران منهزم کرد. غازان پس از گردآوری سپاهیان خود در ربیع‌الثانی همان سال، به جنگ با او پرداخت، ولی این بار هم در نواحی رادگان از امیر نوروز شکست خورد؛ به همین سبب، امیر نوروز موفق شد غنایم و اسرای بسیاری را از آن خود کند. پس از وصول خبر طغیان امیر نوروز و شکست غازان، ارغون چند نفر از سرداران و امرای خود، از جمله شاهزاده بایدو را، به مبارزه با وی فرستاد. امیر نوروز چون دید تاب مقاومت ندارد، به ترکستان گریخت و غازان به هرات آمد و در سال ۶۸۹ ه‍.ق بر خراسان استیلا یافت. امیر نوروز در ترکستان به خدمت قیدوخان رسید و او را به تصرف خراسان تشویق نمود و لشکریانی فراوان در حدود ۳۰۰۰۰ نفر از او گرفت و در سال ۶۹۰ ه‍.ق به خراسان رفت؛ غازان که تاب مقاومت نداشت از برابر این سپاه عقب نشست، اما چون لشکریان قیدو به مردم خراسان صدمات بسیار زدند، اهالی به وسیلهٔ دستبرد و تعرض شبانه بسیاری از آن جمع را کشتند و همین مسئله باعث بروز کدورت بین امیر نوروز و سران مغولی آن اردو گردید و چون ارغون نیز در این ایام وفات یافت و امیر نوروز از افزایش نفوذ و قدرت غازان در این زمان بیم داشت، صلاح خود را در طلب عفو از غازان دید.
بنابراین نوروز، سایتلمش را نزد غازان فرستاد و پیغام داد «اگر شاهزاده گذشته را فراموش کند، به خدمت شتابم». غازان که پیوستن نوروز را به خود باعث فتح و کامیابی می‌دید؛ بوقا ایلچی را با پیام دلجویی به نزد او فرستاد. نوروز نزدیک قصبهٔ یغشو، که مغولان آن را مری شبورغان می‌خوانند، با غازان خان دیدار کرد؛ شاهزاده به خوبی با او رفتار کرد و بی‌واسطهٔ دیگری به گفتگو نشستند. نوروز عهده‌دار شد که تا زنده است و قدرت و امکان دارد، خدمتگزاری کند، به شرط این که شاهزاده به دین اسلام درآید و نیت کند که در پیشبرد شعار دین و متابعت نصایح نوروز که موجب نظام کار ملک و ملت است، کوشا باشد. غازان در برابر او بسیار مهربان بود و لشکر وی را که در جنگ با یساؤر شکست خورده و پیاده مانده بود خلعت، اسب و آذوقه داد. می‌توان بیان داشت که «وحشت و دوری گزیدن آن‌ها از یکدیگر جای خود را به انس و دوستی داد.»

## رویارویی با بایدو
هنگامی که بایدو علیه گیخاتو شورش کرد، توان خود را کافی ندید و پیغامی به غازان، که در خراسان ساکن بود، فرستاد و به او گفت: «حق حکومت از آن تو است، بیا و با یاری ما خان شو». پس غازان با مشورت اطرافیان خود، درخواست وی را پذیرفت و به سمت پایتخت حرکت کرد؛ وی برای کسب پشتیبانی کامل امیر نوروز، حکمی به او داد با این مضمون که پس از به تخت نشستن غازان، امیر نوروز، فرمانروایی ایالات و فرماندهی کل سپاه را در دست بگیرد. این مسئله نشان می‌دهد که غازان از همان لحظه، خود را به عنوان سلطان خوانده‌بود. هنگامی که غازان به نزدیکی تهران رسید، متوجه شد بایدو، گیخاتو را کشته است و خود به جای او به تخت نشسته و از دعوت غازان نیز پشیمان گشته است. پس غازان خان راه بازگشت خراسان را در پیش گرفت و در راه گیلان با صدرجهان، که به دستور بایدو از وزارت خلع شده‌بود و حال حکومت روم را در دست داشت، رو به رو شد. او به غازان پیشنهاد داد که از لشکریان وی استفاده کند، تا موفق شود بایدو را برکنار کند. اما این پیشنهاد مشروط به قبول شروطی از سوی غازان بود که به قرار زیر است:
- غازان مسلمان شود و خوش‌رفتاری با مسلمانان را در پیش گیرد.
- موقوفات را از دست مغولان رهایی بخشد و آن‌ها را بازسازی کند.
- غازان به وارثانِ شخصیت‌هایی که توسط بایدو به قتل رسیدند یا مجبور شدند به مناطق دیگر عزیمت کنند، صدقات لازم را بپردازد.

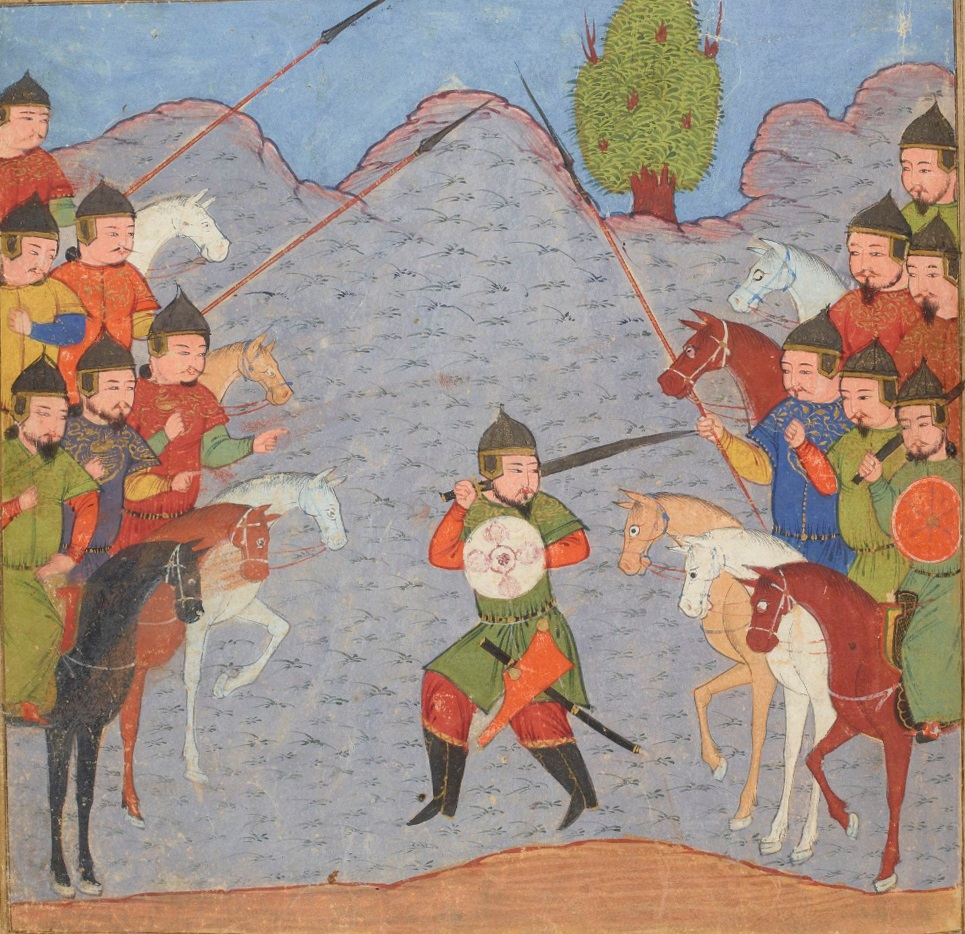
نبرد میان بایدو و غازان خان

غازان خان تمام این شرط‌ها را پذیرفت و نام خود را محمود گذاشت و به پیروی او ده هزار تن از مغولان دیگر نیز اسلام آوردند. این واقعه، دشمنی میان او و بایدو را شدت داد.

### درگیری نظامی غازان و بایدو و سرانجام آن
غازان خان، امیر نوروز را به فرماندهی سپاه خود منصوب ساخت و به جنگ با بایدو فرستاد. طغاجار و امرای دیگر هم که قبلاً به غازان مایل شده بودند، جانب بایدو را رها کردند و خود را به سپاه امیر نوروز رساندند. هنگامی که خبر مسلمان‌شدن غازان خان به مردم رسید، آن‌ها نیز به تکاپو افتادند تا سلطهٔ مغولان یاسایی را به اتمام برسانند. بایدو در چنین شرایطی که از حمایت مردم برخوردار نبود و سپاهی کمتر از غازان داشت و نیز موفق نشده‌بود به‌طور کامل افراد صدرجهان را از حکومت بزداید، مجبور شد درخواست صلح کند. بایدو پیشنهاد داد که در صورت عقب‌نشینی غازان، علاوه بر خراسان و مازندران، کرمان، فارس و عراق عجم را نیز به وی خواهد داد. غازان این پیشنهاد را پذیرفت، اما پس از مدتی متوجه شد که بایدو خیال دیگری در سر دارد و نمی‌توان به وعده‌های او توجه کرد؛ پس طی مجلسی که تشکیل دادند، تمام هواخواهان غازان از جمله امیر نوروز به قرآن قسم خوردند که تحت لوای او به سر برند. غازان که به صفای نیت بایدو اطمینان نداشت، به خراسان بازگشت و چندی بعد امیر نوروز نیز به غازان پیوست. غازان خان هیئتی نزد بایدو فرستاد تا از او بخواهد به وعدهٔ خود عمل کند. هنگامی که آن‌ها بازگشتند، غازان را از اقداماتی که ضد او در حال شکل‌گیری بود، آگاه ساختند و در نتیجه، غازان تصمیم گرفت به بایدو حمله کند. وی در چهارم شعبان سال ۶۹۴ ه‍.ق در دشت لار اردو زد و پس از غسل، پوشیدن لباس‌های پاکیزه و به زبان آوردن کلمهٔ توحید، به سمت آذربایجان حرکت کرد و تا اوجان به مانعی برنخورد. غازان امیر نوروز را در پی بایدو که به شمال گریخته بود، فرستاد. امیر نوروز در نخجوان به بایدو دست یافت و در ۲۳ ذیقعده سال ۶۹۴ ه‍.ق به دستور غازان خان، بایدو را به قتل رساند. آنان سپس به پایتخت حمله کرده و تبریز را در همان سال فتح کردند.

## گرویدن غازان به دین اسلام
غازان خان دریافت که تنها با تغییر دین آبا و اجدادی‌اش و پذیرش اسلام می‌تواند در قدرت خود پایدار بماند و دشمنان داخلی و خارجی خود را نابود کند. در شورایی که غازان با حضور امیر نوروز بر پا کرده بود، امیر نوروز گفت که منجمین، علما، اهل زهد و ورع چنین پیشگویی کرده‌اند: 
| « | در حدود سال ۶۹۰ ه‍.ق سلطانی قیام خواهد کرد که اسلام در کنف حمایت او رونق پیشین خود را از سر خواهد گرفت و رعایای او قرین امن و رفاه خواهند شد و خداوند به پاداش این امر خیر لشکریان او را نصرت و ظفر خواهد بخشید. | » |

این سخنان به مزاج غازان خوش آمد و چون پیش از آن هم به امیر نوروز وعده داده‌بود که مسلمان می‌شود؛ در اوایل شعبان سال ۶۹۴ ه‍.ق به حضور صدرالدین ابراهیم حمویی رفت و با حضور تمام امرا کلمهٔ توحید گفت و به پیروی از او عدهٔ بسیاری مسلمان شدند. در آن ماه، جشن‌هایی برپا کردند. غازان خان، جماعت سادات، ائمه و مشایخ را مورد لطف قرار داد و صدقات بسیاری داد. او از میان فرق چهارگانهٔ اهل سنت، حنفیگری را برگزید و مسلمانان با شنیدن این خبر تا مدتی به جشن، سرور و شادمانی پرداختند. بزرگان بر پای تخت او درم و دینار افشاندند و به وی لقب «محمود، ملک العراقین و خراسان و فارس و الجزیره و روم» دادند. سلطان، خود در همان روز روحانیان را انعام بخشید و رسولانی به اطراف و اکناف فرستاد تا همهٔ ایالات و ممالک اسلامی، از مسلمانی وی آگاه شوند. در مورد اسلام آوردن مغولان و اطرافیان غازان عدد کلانی ذکر شده است. در منابع تا ده هزار مغول را برشمرده‌اند که به تبع سلطان و به مصداق «الناس علی دین ملوکهم» به اسلام روی آوردند.

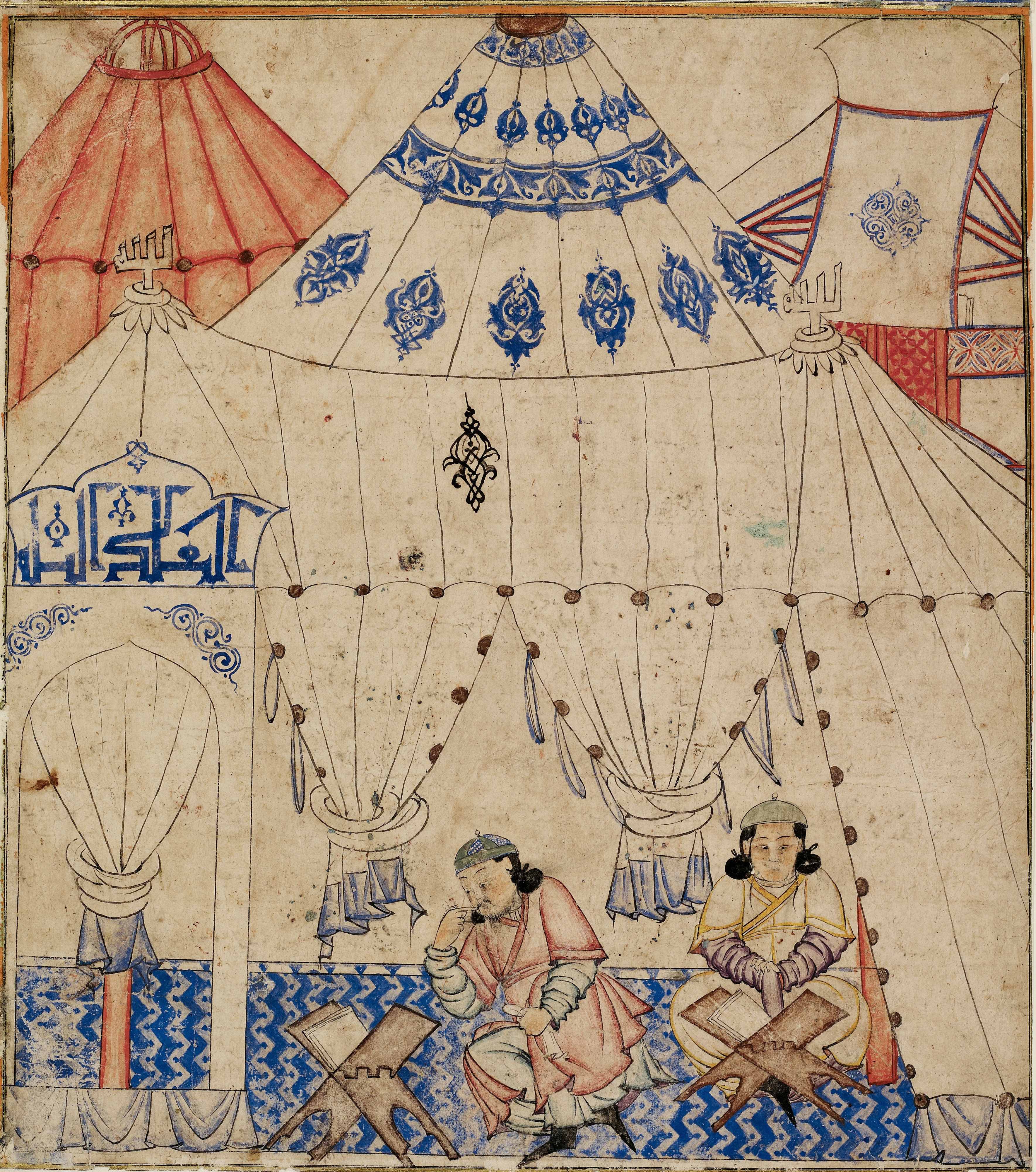
غازان خان در حال قرائت قرآن

### شیوهٔ برخورد غازان با ادیان دیگر پس از گروش به اسلام
غازان خان در روز به تخت نشستن خود فرمانی صادر کرد مبنی بر این که همهٔ مغولان مسلمان‌شده به انجام مراسم دینی بپردازند و کفر را از کشور بزدایند و همهٔ کافران و مشرکان نیز باید به دین اسلام بگروند. اهل ذمه اگر جزیه می‌دادند و لباس مخصوص خود را می‌پوشیدند، در امان می‌بودند. در این ایام، مسیحیان جز با علامت زنار یا وصله‌ای بر لباس خود نمی‌توانستند در معابد ظاهر شوند و یهودیان نیز برای تشخیص از مسلمین، کلاهی مخصوص بر سر می‌گذاشتند. غازان سپس دستور داد تا مجسمه‌های بودا، بت‌ها، آتشکده‌ها، معابد، کلیساها و کنیسه‌ها را ویران کنند. به دستور ارغون خان، صورت غازان خان را بر روی دیوار یکی از معابد بودائی طراحی کرده‌بودند؛ به امر وی آن تصاویر و نقوش و حتی تصویر پدر او را نیز خراب و محو کردند. غازان همچنین فرمانی دیگر به دست مأمورینی مخصوص به بلاد اطراف فرستاد که کلیساها و صومعه‌ها را ویران کنند و این اجازه فرصتی به‌دست جماعتی فرصت‌طلب داد که به این بهانه از مردم غیر مسلمان پول فراوان بگیرند، معابد ایشان را خراب کرده و نفایس آن‌ها را به غارت ببرند؛ این کار در اربل، موصل، بغداد، مراغه و بلاد ارمنستان به شدت تعقیب شد و با این کار به مسیحیان صدمات بسیار وارد گردید. غازان خان می‌دانست رهبانان بودایی میل به اسلام ندارند، پس دستور داد هر کس از آنان خواست، اسلام بیاورد و بقیه به ممالک خود بازگردند. گروهی مسلمان شدند و باقی آنان، که اکثریت را تشکیل می‌دادند، راه دیار خویش در پیش گرفتند و ایران از گروه رهبانان پاک شد. غازان به بخشیان مسلمان‌شده اخطار داد که اگر از آنان کوچک‌ترین عملی حاکی از بوداییگری سر زند، به قتل خواهند رسید. همچنین بوداییان، زرتشتیان و گروه بازماندهٔ اسماعیلی نیز که به دنبال ضعف مسلمانان (خصوصاً سنیان که اسماعیلیه را مسلمان نمی‌دانستند) قدرتی یافته بودند، از میان برداشته شدند؛ البته گروهی از آن‌ها گریختند و بار دیگر اعمال خود را پنهانی از سر گرفتند.

### دیگر اقدامات غازان پس از گروش به اسلام
به‌طور کلی اقلیت‌های مذهبی چون بازماندگان مزدکی، مانوی، اسماعیلی و زرتشتی که در دورهٔ بودایی‌گری نیروی مناسبی کسب کرده بودند، صدمهٔ کامل دیدند و کارشان از رونق افتاد. همچنین غازان خان دستور داد مهرها مانند گذشته مدور ساخته شود و نام خدا و رسول به خط فارسی بر آن‌ها نقش بندد. بر سر نوشته‌ها و مراسلات سلطنتی و دیوانی نیز کلمات «الله اعلی» نوشته شد. در پی این تحولات، دین اسلام در تشکیلات اداری رسمیت یافت. غازان خان در کار اسلام‌دوستی و تقویت قوانین اسلامی، سعی بیشتری از خود نشان داد؛ تاج از سر برداشت و به جای آن عمامه گذاشت و به همهٔ اطرافیان و درباریان دستور داد که لباس روحانیت به تن کنند. برای جلب قلوب ایرانیان، فرمانی صادر کرد مبنی بر این که از آن پس هیچ ایرانی مجبور نباشد کلاه مغولی به‌سر بگذارد. وی یک سال پس از جلوس بر تخت سلطنت به بغداد رفت. به‌تقلید از خلفا روز جمعه در مسجد جامع شهر نماز جماعت خواند و به زیارت آرامگاه ابوحنیفهٔ کوفی رفت. در واقع پس از گروش غازان خان به دین اسلام، حلقه‌های سنتی آبا و اجدادی وی گسست.

## آغاز سلطنت غازان خان
غازان از تبریز به مغان آمد و امیر نوروز نیز پس از دو هفته به او پیوست. در قره‌باغ اران همهٔ خاتونان، شاهزادگان، امیران و بزرگان دولت گرد آمدند و بر پادشاهی وی اتفاق نظر کردند و در وفاداری خود به او قسم خوردند. خواجه صدرالدین زنجانی (صدرجهان) که در این ایام قدرتی فوق‌العاده حاصل کرده‌بود، به استقبال او شتافت و به همراه او بسیاری از سادات، علما و ائمهٔ آن شهر جلوتر از غازان از تبریز بیرون رفتند و در روز یکشنبه بیست و سوم ذیحجه سال ۶۹۴ ه‍.ق او را بر تخت نشاندند و بدین ترتیب، غازان وارث تاج و تخت مملکت هلاکو گردید. اولین یرلیغی که به دست غازان در همان روز جلوس صادر شد، فرمانی بود دایر بر قبول مذهب اسلام برای مغول، اجرای آداب دینی و رعایت جانب عدالت، منع امرا و اکابر از ظلم به زیر دستان. غازان خان، خواجه صدرالدین احمد خالدی چاویان زنجانی را به وزارت، شرف‌الدین سمنانی را به سمت اولغ بیتکچی و امیر نوروز را به منصب امیرالامرائی تعیین نمود. اسلام آوردن غازان، جایگاه او را در جامعهٔ ایرانی مسلمان تقویت کرد، اما بسیاری از شاهزادگان مغول این کار را نمی‌پسندیدند و برای از میان برداشتن او تلاش می‌کردند و به همین سبب، در آغاز سلطنت او، شورش‌ها و توطئه‌هایی سر گرفت که همه به سختی سرکوب شد. غازان خان پادشاهی قهار بود و سلطنت او چنان‌که هوراث اشاره می‌کند سراسر آکنده از ذکر سیاست‌کردن‌ها و خون‌ریزی‌ها است. دسون نیز می‌گوید که در شرح پادشاهی این ایلخان در تألیف رشیدالدین فضل‌الله کمتر صفحه‌ای است که اشاره به قتل و اعدام یکی از ارکان دولت در آن نباشد. غازان طغاجار نویان را هم برای دور داشتن از اردو و جلوگیری از دخالت‌های احتمالی او، به رهبری اردوی مقیم بلاد روم فرستاد و چندی بعد یک نفر ایلچی را با فرمان قتل او گسیل داشت. غازان سپس به سرکوبی شاهزادگان مخالف خود پرداخت؛ از آن جمله پسر ارشد گیخاتو خان یعنی آلافرنگ را دستگیر کرده و سپس عفو کرد. توکان، پسر بایدو، را که در گرجستان قدرتی بهم رسانده بود، از میان برداشت و امرایی که در قتل گیخاتو خان دست داشتند را از دم تیغ گذراند.

### عناوین

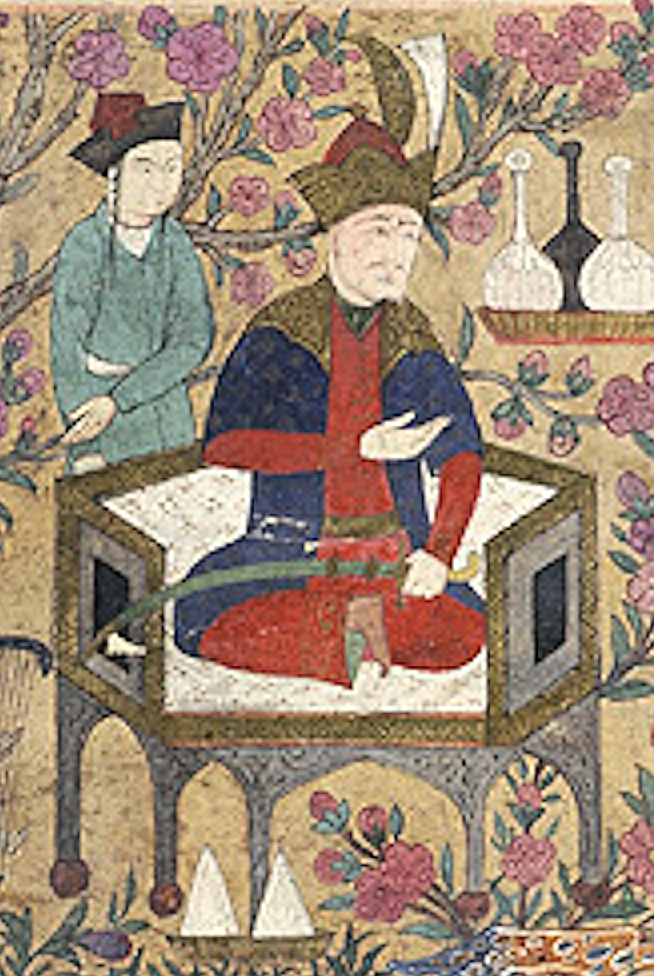
نگاره‌ای از غازان خان، مربوط به دوره قاجار

غازان پس از رسیدن به سلطنت خود را «پادشاه ایران و اسلام» خواند. وی که خود را مستقل از دستگاه خان بزرگ امپراتوری مغول (دودمان یوآن) می‌دانست، از به‌کاربردن عنوان «ایلخان» که یادآورد وابستگی پیشینیانش به دربار مرکزی مغول بود خودداری کرد و عامدانه به استفاده از عنوان «قاآن» که عنوان ویژه خان بزرگ بود روی آورد. غازان در نخستین سال‌های حکومتش به‌منظور نمایش مشروعیت سیاسی و دینی خود به ثبت چندین عنوان افتخاری پرطمطراق مانند «پادشاه جهان»، «پادشاه اسلام»، «شاهنشاه اسلام»، «سلطان الاعظم» و «سلطان الاسلام» بر سکه‌هایش پرداخت. هرچند از سال ۶۹۷ ه‍.ق و پس از تثبیت حکومتش، تنها به ذکر نام «غازان محمود» بر سکه‌ها قناعت کرد. مانند دیگر فرمانروایان خاندان چنگیزی، غازان نیز از عنوان «خان» به‌عنوان یک لقب افتخاری استفاده می‌کرد.

## شورش شاهزادگان و سران سپاه

### اوجای
در ماه صفر سال ۶۹۵ ه‍.ق خبر رسید که مغولان ماوراءالنهر، که در این تاریخ تحت امر اوجای، پسر براق خان، بودند، از انقلاب‌های خراسان و نبود قوا در آنجا استفاده کرده، پس از عبور از جیحون به خراسان حمله‌ور شده‌اند و تا مازندران تاخته‌اند. غازان خان دستور داد که لشکر از تمام نقاط کشور، عازم بلاد شرقی شود و امیر نوروز را به فرماندهی آن‌ها معین کرد؛ ولی چون کمتر از یک سال، سه بار تخت ایلخانی دستخوش تغییر شده و لشکریان مختلف از مردم مالیات بسیار گرفته بودند؛ خزانه جهت پرداخت حقوق قشون جدید وجهی نداشت. امیر نوروز در تبریز به‌زحمت چند تومان زر از عده‌ای قرض کرد و به جنگ لشکریان اوجای رفت.
مغولان تورانی از جلوی سپاهیان امیر نوروز گریختند. امیر نوروز در نزدیکی هرات به ایشان رسید و در آنجا جمعی از آن طایفه را کشت و تا کنار جیحون مابقی آن‌ها را تعقیب کرد و پس از آن که خراسان را از شر تعرض ایشان خلاص کرد، در هر قسمت نایبی از جانب خود منصوب کرد و موفق و پیروز نزد غازان خان بازگشت. امیر نوروز پس از مراجعت از خراسان، خواجه صدرالدین زنجانی را به اتهام این که در اموال دیوانی بدون اجازه تصرف می‌کند و از پیش خود یرلیغ و فرمان صادر می‌نماید، از وزارت عزل کرد و جمال‌الدین دستجردانی را به جای او گماشت. وی حل و عقد امور دیوانی و تهیهٔ مایحتاج لشکریان را بر عهدهٔ برادر خود حاجی بیک گذاشت؛ صحه و امضای فرمان‌ها را نیز به برادر دیگر خویش ناصرالدین سایتلمش سپرد و به این ترتیب زمام تمام مشاغل مهم لشکری و کشوری را در دست خود گرفت.

### سوکای، برلا و ارسلان اوغول
چون امور خراسان بی‌حضور امیر نوروز، صورت انتظام نمی‌گرفت، غازان بار دیگر امر کرد که امیر نوروز با چند نفر از شاهزادگان و امرا به سمت خراسان حرکت کنند. از جمله همراهان امیر نوروز، شاهزاده سوکای، پسر یشموت بود که با دو نفر از رؤسای لشکری یعنی برلا و ارسلان اوغول طرح اتحاد ریخته‌بود. این جماعت که از اسلام امیر نوروز و غازان ناراضی بودند، مصمم شدند که به همراهی هم اساس دولت نوروزی و غازانی را برچیدند و بر اثر آن، بار دیگر معابد بودایی را تجدید کرده و شوکت اسلام و مسلمین را در هم بشکنند.
شاهزادگان سوکای و برلا که به عنوان مقدمهٔ سپاهیان امیر نوروز عازم خراسان شده‌بودند، تصمیم گرفتند راه را بر امیر نوروز ببندند و او را بکشند، اما پیش از انجام این کار، رسولی پیش شاهزاده طایجو فرستادند و او را هم به طرف خود خواندند. طایجو ظاهراً دعوت ایشان را پذیرفت، ولی فوراً امیر نوروز را از توطئهٔ سوکای و برلا باخبر ساخت. نقشهٔ امرای عاصی این بود که سوکای و برلا امیر نوروز را در خراسان به قتل برسانند و ارسلان نیز غازان را از میان بردارد. امیر نوروز که از قصد شبیخون مخالفان آگاه شده‌بود، شبانه خیمهٔ خود را خالی گذاشت و در کمین نشست و پس از آن که توطئه‌کنندگان بر خیمهٔ او وارد شدند، امیر نوروز از کمین بیرون آمده و به آن‌ها حمله کرد که به دنبال آن برلا کشته شد و سوکای گریخت، ولی به زودی به دست هرقداق دستگیر و کشته شد. ارسلان و یاران او نیز که به قصد غازان، سپاهیان خود را آماده کرده‌بودند، به زودی مغلوب گردیدند و غازان و امیر نوروز تمام مخالفان را به دست آورده و کشتند. همچنین جمعی از دشمنان صدرجهان، وی را نیز به همدستی با یاغیان متهم کرده و عده‌ای از اعضای دیوان هم به مجرمیت صدرجهان شهادت دادند. حکم شد که خواجه را بگیرند و پس از آزار و عذاب بسیار، وی را به قتل برسانند؛ دو تن را موکل کردند که او را مقید و برهنه در بیشه‌ای برده و به قتل برسانند. اتفاقاً خواجه در عهد گیخاتو خان، در حق این دو موکل انعام و اکرام کرده‌بود. ایشان صدرجهان را تا شب در آن بیشه نگاه داشتند. در این میان امیر هرقداق که از انجام کار سوکای فراغت یافته بود، به اردو بازگشت و از حال خواجه پرسید؛ پس ماجرا را برای او شرح دادند. فوراً دو سوار فرستاد و دستور داد که تا صبح، دست نگه‌دارند. روز بعد فهرستی از اسامی مخالفان به حضور غازان خان آوردند که اسم صدرجهان در میان آنان نبود؛ چیزی نگذشت که خواجه از طرف غازان مورد عفو قرار گرفت و مقرر گردید که در مجاورت اردو زندگی نماید. غازان خان، امیر هرقداق را پس از فیصل دادن ماجرای سوکای، به حکومت فارس منصوب نمود و او در تاریخ ۷ جمادی‌الثانی سال ۶۹۵ ه‍.ق به فارس وارد شد و به رفع مشکلات و جمع‌آوری مالیات‌ها پرداخت. غازان در ششم ذیحجه سال ۶۹۵ ه‍. ق، خواجه جمال‌الدین دستجردانی را به قتل رساند. او همچنین در اول محرم سال ۶۹۶ ه‍.ق خواجه احمد زنجانی، صدرجهان، را مورد توجه قرار داده و بار دیگر به مقام صاحب دیوانی برگزید که این انتخاب و قتل خواجه جمال‌الدین، برخلاف میل امیر نوروز بود و نشانگر این امر بود که قدرت او رو به زوال است و ایلخان تصمیم دارد که خود و دیوان را از چنگ او و عمالش خلاصی بخشد.

## ازدواج

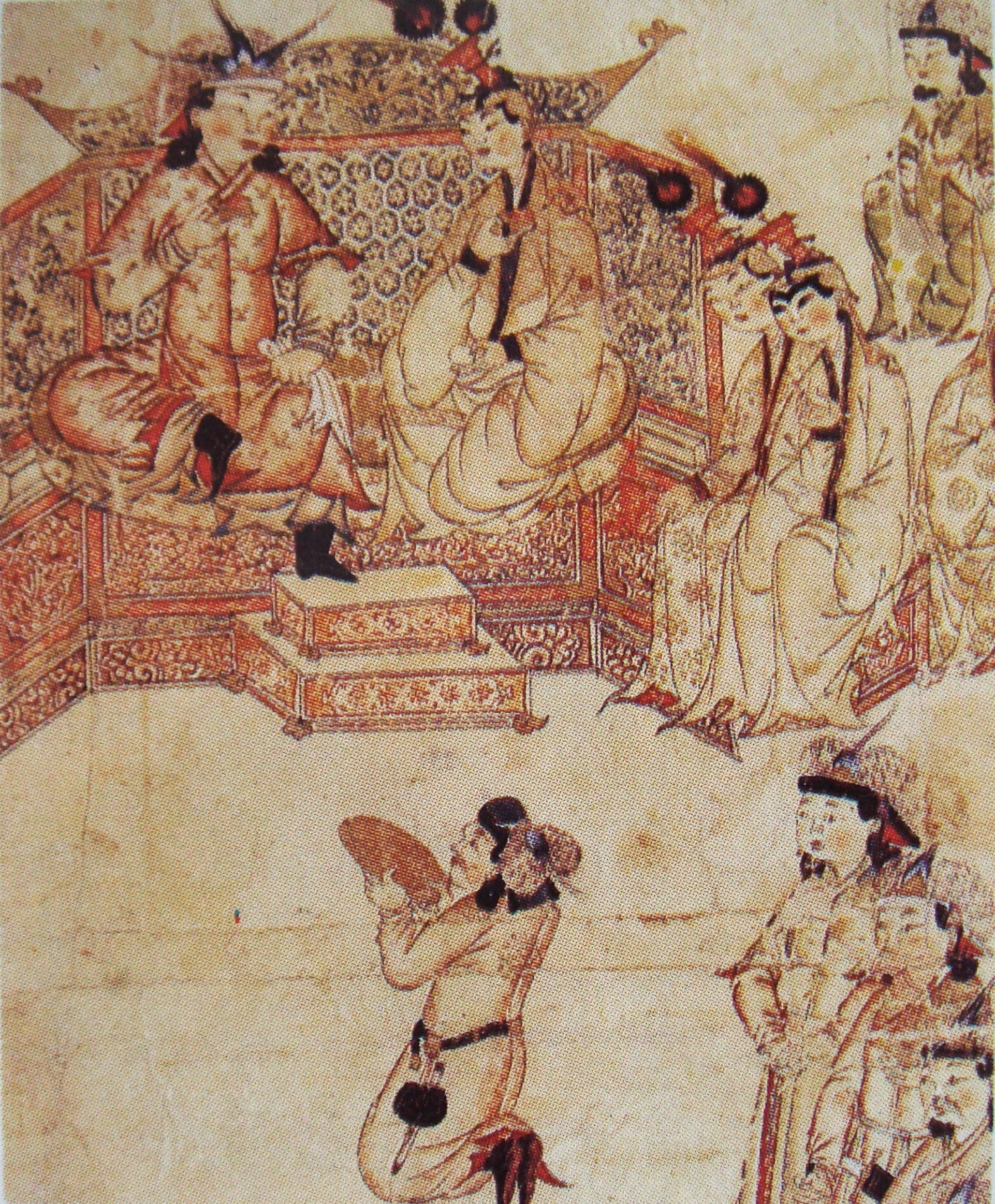
غازان و سه تن از همسرانش در دربار

غازان در ۶ ذیحجه ۶۹۵ ه‍.ق تبریز را به قصد اران ترک کرد تا زمستان را در آن ناحیه قشلاق کند. در منازل اولیهٔ سفر مراسم ازدواج وی مطابق سنت اسلامی با بلغان خاتون شکل گرفت. مغولان رسم داشتند که پسر باید با بیوگان پدر، البته به‌جز مادر خودش ازدواج کند؛ پدر و نیا و نیای بزرگ غازان با بیوهٔ پدرشان ازدواج کرده‌بودند و دوقوز خاتون معروف، زوجهٔ مسیحی هلاکو، قبلاً همسر پدرش تولوی بود. این که یک روحانی حاضر شده‌باشد خطبهٔ چنین ازدواجی را بخواند تقریباً باور نکردنی می‌نماید، و این که تازه‌مسلمانی، ظاهراً صادق دست به وصلتی بزند که صراحتاً در قرآن ممنوع گردیده نشان می‌دهد که سنن قدیم هنوز در میان مغولان ریشه‌های استواری داشته است. حاصل ازدواج غازان با بلغان خاتون، پسری به نام الجو و دختری به نام الجای‌قتلغ بود که پسر در خردسالی درگذشت.
غازان در طول زندگی‌اش علاوه بر بلغان خاتون، شش زوجه دیگر نیز اختیار کرد. ازجمله آن‌ها بلغان خاتون خراسانی، نوه ارغون آقا بود و نیز کوکاجی خاتون، از بستگان بلغان خاتون بزرگ که از مغولستان به ایران مهاجرت کرده بود.

## مرگ امیر نوروز
نورین آقا، از قوم قیات، نزد غازان خان محترم و مورد اعتماد بود. اویراتای، برادر امیر نوروز، در دستگاه این شخص بود و نورین چندان به وی اعتماد نمی‌کرد. پس چون نوروز به حدود خراسان رسید، گناه غلبه یافتن شورشیان را به گردن نورین انداخت که موجب رنجش همگان از وی شد و این رویداد، نقطهٔ آغاز شکست وی بود. نوروز چون به خبوشان رسید، لشکریان را آماده ساخت و در پی شورشیان رفت، اما پس از چند روز لشکریان را رها کرد و به بهانهٔ بیماری همسرش، روانهٔ آذربایجان شد؛ همچنین به فرمان غازان خان گناهکارانی فرستاده شده‌بودند تا در وقت جنگ در مقدمهٔ لشکر قرار گیرند، اما همه در پی نوروز روانه شدند و صحنهٔ نبرد را ترک کردند. امیر نوروز در میانهٔ راه، بی‌اجازهٔ پادشاه بر سر امیری شورشی تاخت. پس به فرمان غازان به خراسان احضار شد، اما از اطاعت آن سر باز زد. نوروز در بیست و یکم شعبان سال ۶۹۵ ه‍.ق در صاین به حضور وی آمد. غازان با این که قتلغ‌شاه نویان و چند امیر دیگر گفتند که رفتن دوبارهٔ نوروز به خراسان صلاح نیست، باز او را به اعزاز روانه داشت و نظام‌الدین یحیی را نیز به اسم نیابت حکومت، با او همراه ساخت. تمام این وقایع سبب خشم و بدبینی غازان به امیر نوروز شد؛ اما علت اصلی آن نبود.
صدرجهان چون بار دیگر بر مسند وزارت نشست، درصدد برآمد که انتقام خود را از امیر نوروز، که در عزل او دست داشت، بگیرد و به همین خیال با دشمنان او همدست شده و به اتفاق در سرنگون کردن دولت امیر نوروز کوشیدند. صدرجهان و برادرش، قطب جهان، از زبان امیر نوروز و برادر او، مراسلاتی خطاب به سلطان مصر ساختند به این مضمون که «با وجود اسلام غازان چون امرای او هنوز به این شرف نایل نیامده‌اند، برای لشکرکشی به ایران و قلع ریشهٔ کفر سلطان را فرصتی مناسب فراهم است و امیر نوروز و برادران او جهت قیام به کمک لشکریان مصری حاضرند و به علاوه در آن نامه ذکر فرستادن چند ثوب جامهٔ گران بها را از طرف امیر نوروز به عنوان هدیه برای سلطان گنجاندند.» افشای این مسئله باعث خشم غازان خان شد؛ ایلخان که در این تاریخ در همدان بود، به عجله از آنجا به سمت وان حرکت کرد و به قدری خشمناک بود که در یک روز قریب سی فرسخ راه را پیمود و در جمادی‌الاول سال ۶۹۶ ه‍.ق به شهر وان رسید. او در آنجا دستور داد که برادران امیر نوروز را بدون محاکمه و پرسش به قتل برسانند. غازان خان مأمورینی را فرستاد که کسان و پسران امیر نوروز و هشت برادر او را در هر جا باشند به یاسا رسانند؛ وی برادر خود خربنده را که با لشکری عازم خراسان بود، امیر قتلغ‌شاه و هرقداق را با دو تومان لشکر و امیر چوپان و چند تن دیگر از امرا را از نقاط مختلف کشور احضار کرد و همگی را به دستگیری امیر نوروز مأمور کرد. امیر نوروز در نیشابور از اوضاع اطلاع یافت و با وجود مخالفت سران لشکری خود و جدا شدن آن‌ها از او، با چهارصد نفر به جانب هرات فرار کرد تا به پناه ملک فخرالدین کرت که با دختر برادر او ازدواج کرده‌بود، برود؛ ولی ملک فخرالدین، امیر نوروز را تسلیم سپاهیان قتلغ‌شاه کرد و قتلغ‌شاه او را در ۲۲ ذیقعده سال ۶۹۶ ه‍.ق کشت و سر او را نزد غازان خان فرستاد.

## قتل صدرالدین زنجانی
پس از قتل امیر نوروز در ۲۲ ذیقعده سال ۶۹۶ ه‍. ق، عده‌ای از عمال دیوانی و امرای غازانی، خواجه صدرالدین احمد زنجانی را به تصرف در اموال متهم کردند و بدین ترتیب غازان او را از نظر انداخت. صدرجهان گمان کرد رشیدالدین فضل‌الله، طیب همدانی نیز در این توطئه شرکت کرده و ضد او سخنانی به غازان گفته است؛ پس صدرجهان به پادشاه شکایت برد، ولی غازان به او گفت که رشیدالدین سخنی ضد خواجه نگفته است. در این میان امیر قتلغ‌شاه که برای سرکوبی پادشاه گرجستان رفته بود، در کنار رود کورا به اردوی غازان آمد و شنید که صدرجهان نزد ایلخان بدگویی اطرافیان و اقوام او را کرده است و قتل و غارت بسیار به آن‌ها نسبت داده است. قتلغ‌شاه چون مورد خشم غازان قرار گرفت، از خواجه پرسید: «که علت این خشم و سرزنش چیست چه کسی نزد غازان از او به بدی یاد کرده است؟» صدرجهان در این ماجرا خواجه رشیدالدین فضل‌الله را مقصر معرفی کرد و به همین خاطر قتلغ‌شاه هم بر رشیدالدین متغیر گردید. رشیدالدین که از اوضاع بی‌اطلاع بود، نزد غازان خان شکایت کرد. غازان پس از احضار قتلغ‌شاه دانست که ماجرا از چه قرار است و این صدرجهان است که رشیدالدین را متهم کرده است. غازان خان به همین جهت بر صدرجهان خشمناک شده و دستور داد او را در تاریخ ۱۷ رجب سال ۶۹۷ ه‍.ق مورد محاکمه قرار دهند و پس از آن او را برای مجازات به قتلغ‌شاه سپردند. قتلغ‌شاه خواجه را در ۲۲ رجب سال ۶۹۷ ه‍.ق از میان دو نیم کرد و به این ترتیب دورهٔ حیات صدرجهان خاتمه یافت. در اواخر سال ۶۹۷ ه‍. ق، موقعی که غازان از تبریز به عزم قشلاق، به طرف بغداد می‌رفت، در اوجان سمت وزارت و صاحب دیوانی را به خواجه سعدالدین ساوجی و نیابت وزارت را به عهدهٔ رشیدالدین فضل‌الله همدانی گذاشت و این دو نفر به کمک یکدیگر به ادارهٔ ممالک غازانی مشغول شدند.

## مصر و شام
غازان خان پس از به حکومت رسیدن، درصدد برآمد تا همچون پدران خود جنگ با ممالیک مصر و شام را ادامه دهد و دلایلی به شرح زیر برای اقدامش بیان داشت:
- سلاطین و حاکمان مناطق مصر و شامات، مسلمانانی واقعی نیستند، پس باید شخصی حاکم شود که مسلمانی راستین باشد.[۸۳]
- چون غازان خان حاکم مسلمان بود، پس تکیهٔ او بر مسند خلیفه، وی را مجاب به دفاع از اسلام می‌کرد.[۸۴]
- حاکمان مناطق مصر و شامات غلام‌زاده‌اند و اصل و نسبی ندارند، اما نیای غازان به چنگیز می‌رسد.[۸۵]
- در گذشته هلاکوخان از رود فرات عبور کرده و بر شامات نیز تسلط پیدا کرده‌بود، پس این سرزمین‌ها تا این حدود متعلق به ایلخانان بود.[۸۶]

### رسیدگی به اوضاع روم
غازان خان ابتدا از روم شروع کرد؛ چون آن‌ها وضع آشفته‌تری داشتند و این اوضاع به خاطر فرماندهان مغولی بود که با رفتار ناپسند خود مردم را عاصی کرده‌بودند. سلطان غیاث‌الدین مسعود، حاکم روم، در این زمان نزد غازان بود و به خاطر احتمال شورش و اعلام استقلال، اجازهٔ سفر به روم را نداشت. سلطان در سال ۶۹۸ ه‍. ق، شاهزاده‌ای مغولی به نام سولامیش را به امیرالامرایی روم برگزید و وضع رو به بهبودی رفت. در این زمان غازان خان در حال آماده‌سازی امکانات برای حمله به شامات بود و سولامیش وظیفه داشت پس از آرام ساختن حکومت رومیان، سپاهی مشتمل بر بیست و پنج هزار نفر آماده سازد و به محض شروع نبرد توسط غازان خان، لشکریان خود را از طریق ارمنستان صغیر و شهر سیس به حرکت درآورد، اما او این فرمان را اجرا نکرد و علیه حکومت مرکزی شورش کرد. این چنین بود که کار نیمه تمام ماند. غازان خان پس از مدتی شورش را سرکوب و همچنین امیرالامرای جدیدی را برای این منطقه منصوب کرد.

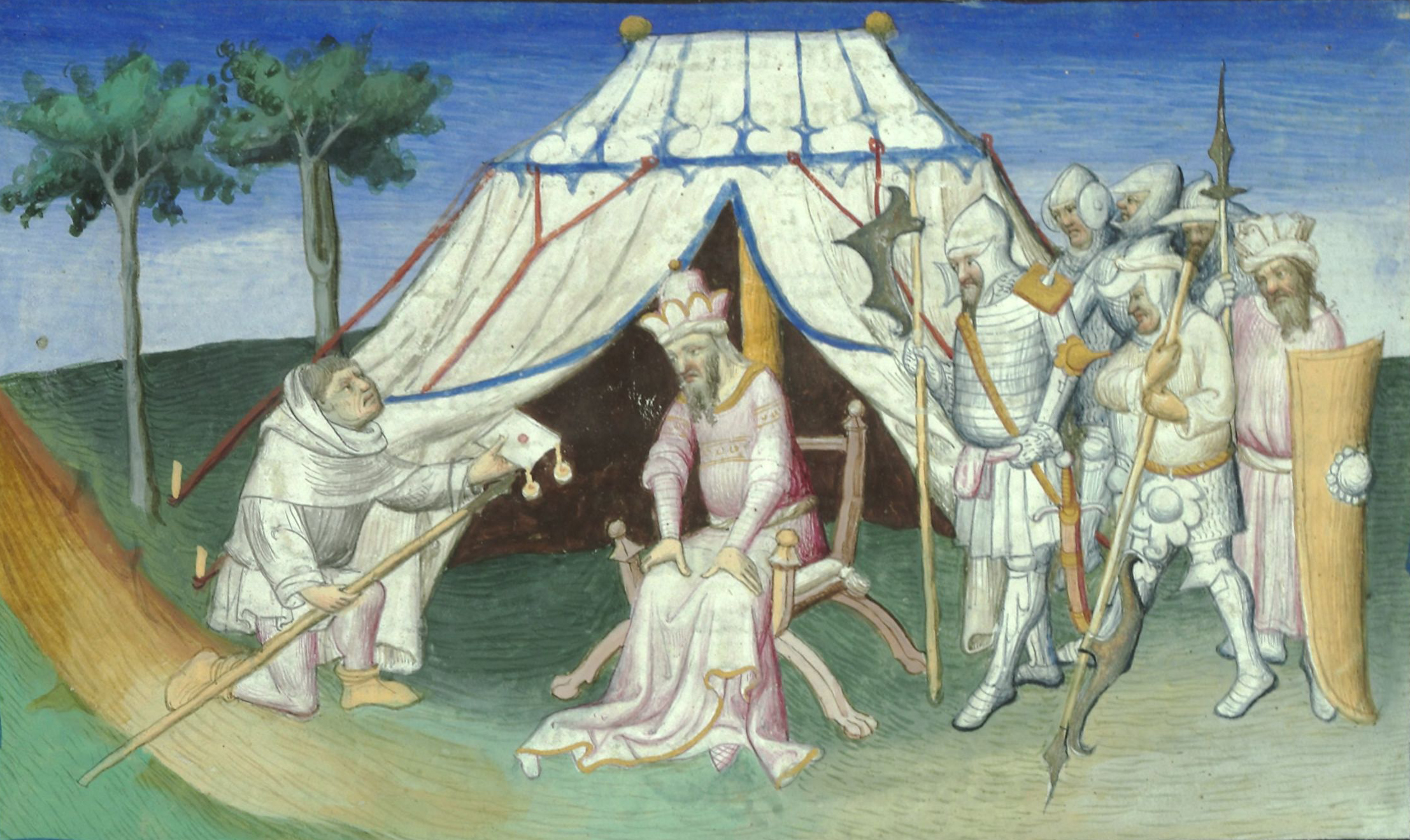
فرمان غازان به هتوم دوم برای همراهی لشکریان قتلغ‌شاه (حمله به دمشق)

### برقراری روابط با مسیحیان
پس از اسلام آوردن غازان خان، این ترس در دل مسیحیان ایجاد شد که آیا از این پس ایلخانان منجی مسیحیان نیستند؟ جواب منفی است؛ چون سلطان برای سرکوبی شامات و مصر به آن‌ها نیاز داشت. پس غازان تماس‌هایی با ارمنستان صغیر و مسیحیان برقرار کرد و سیاست تسامح را در داخل و خارج کشور پیش گرفت تا از کمک آن‌ها بهره ببرد. او به هتوم دوم نامه‌ای فرستاد؛ با این مضمون که برای رهایی فلسطین از دست مصر و شامات آماده است و اگر او سپاهیانش را در اختیار سلطان بگذارد، وی فلسطین را به آن‌ها خواهد داد. پس هتوم با رضایت تمام سپاهیانش را در اختیار غازان خان قرار داد. گرجیان نیز سپاهیانی برای مقدمهٔ لشکر او آماده ساختند. امید بسیاری در دل مسیحیان روشن شده‌بود که باعث شده‌بود در سال ۷۰۰ ه‍.ق / ۱۳۰۰ م، هتوم دوم کتابی بنویسد؛ با این مضمون که غازان خان ارضی موعود را از مسلمانان خواهد گرفت و آن را به مسیحیان می‌سپارد. این اخبار آنچنان گسترش یافت که مردم در بیزانس گمان می‌کردند غازان اورشلیم را فتح کرده است و به این مناسبت لوح یادبودی ساختند که همچنان موجود است.

### برقراری روابط با الملک العادل زین‌الدین کیتو بوغا
غازان خان به رغم کمک گرفتن از مسیحیان، به تهاجم خود به شامات رنگ مذهبی بخشید؛ غازان در میانهٔ راه از اماکن مذهبی عراق دیدن کرد. او نذوراتی بسیار برای آن‌ها در نظر گرفت و نهری را به جانب نجف جاری ساخت. وی از طرفی دیگر حنفی مذهب بود و قصد داشت این فرقه را بین ۳ فرقهٔ دیگر به برتری رساند. وی از جانبی دیگر به شیعیان وعده داد که حقوق از دست رفتهٔ خاندان علی را باز خواهد گرداند. غازان خان در ابتدا سیاستی مسالمت‌آمیز با مصر در پیش گرفت تا بتواند نقشهٔ مناسبی طراحی کند، بزرگان داخلی و خارجی که با مسلمان شدن او مخالف بودند را سرجای خود بنشاند و اسلام‌دوستی خود را به اثبات برساند. پس به سلطان مصر که الملک‌العادل زین‌الدین کیتو بوغا نام داشت، نامه‌ای دوستانه نوشت تا اسلام‌دوستی خود را به اثبات برساند. غازان متذکر شد که اگر پدرانش به این حدود لشکر می‌کشیدند، در راستای تعارضات دینی بوده اما غازان خان خواهان روابط دوستانه و بازرگانی است و به آن‌ها پیشنهاد داد شخصی را حاکم کنند که نسل در نسل پادشاه بوده تا این درگیری‌ها و جنگ‌های داخلی نیز به پایان برسد. زمانی که نامه به دست سلطان رسید، از لحن غازان به شدت عصبانی شد اما به دلیل مشکلات حکومتی، با روابط بازرگانی موافقت کرد. باید به این نکته توجه داشت که با وجود این نامه‌ها، هیچگاه دو طرف به خواسته‌هایشان نرسیدند و این چنین بود که جنگ آغاز شد.

### نبرد باملک ناصر ناصرالدین محمد بن قلاوون
در سال ۶۹۶ ه‍.ق سلطان مصر خلع شد و ملک منصور حسام‌الدین لاچین منصوری سلاحداری جایگزین او شد. ۵ تن از سرداران سلطان پیشین از مصر گریختند و نزد غازان خان آمدند. در بین این ۵ نفر، نایب‌السلطنه شام نیز بود؛ آن‌ها سلطان را از اوضاع نامناسب مصر آگاه ساختند و او را تشویق کردند تا نبرد را آغاز کند. در سال ۶۹۸ ه‍.ق حسام‌الدین لاچین کشته شد و ناصرالدین محمد بن قلاوون به حکومت رسید؛ اما غازان فرصتی نداد که او پایه‌های حکومتی خود را محکم کند و سریع به ملک ناصر حمله کرد. غازان خان با لشکری از تبریز به راه افتاد و تا حلب پیش آمد. ملک ناصر نیز از قاهره راه افتاد. غازان در مجمع‌المروج راه بر مصریان بست و نبرد میان طرفین آغاز شد. در این نبرد، ۹ نفر از سرداران مصری و شامی کشته شدند. این نبرد از صبح تا غروب ادامه داشت و با شکست سرداران مصری و شامیان به اتمام رسید.

### تسلط بر شامات

حملات مغولان در سال‌های (۶۹۸–۷۰۲ ه‍.ق)

هنگامی که سلطان نزدیک حمص رسید، اهالی تسلیم شدند و خزانهٔ سلطان مصر را نیز تقدیم کردند و این چنین راه دمشق باز شد. مردم شهر که دچار هراس فراوان شده‌بودند، تصمیم گرفتند امان‌نامه‌ای برای غازان بفرستند؛ پس غازان خان امان‌نامه را پذیرفت و در نماز جماعت روز جمعه شرکت کرد و سرانجام بر شامات مشروعیت یافت. غازان خان به علت وجود رقبا، دشمنان داخلی، اولوس جوجی و جغتای در شرق و شمال‌شرقی کشور، نمی‌توانست مدت مدیدی از پایتخت دور بماند؛ وی می‌دانست که رها کردن این مناطق نتیجهٔ خوبی در برندارد اما مجبور شد که بازگردد. پس قتلغ‌شاه را که از بزرگ‌ترین و بهترین یارانش بود، مأمور نظارت بر امور آن نواحی کرد و خود راهی تبریز شد. با فتح مجمع‌المروج، نور امیدی در دل مسیحیان تابیدن گرفت و روابط بین شرق و غرب دوباره آغاز شد. جمهوری ونیز نامه‌ای به دربار غازان فرستاد و خواستار فرستادن سفیر نزد او شد و به دنبال آن در سال ۷۰۰ ه‍.ق جیمز دوم، پادشاه آراگون، نامه‌ای برای سلطان فرستاد؛ در آن نامه غازان مقتدرترین و بزرگ‌ترین ایلخان خوانده شده‌بود و آن‌ها بیان کرده‌بودند که خواهان زیارت فلسطین‌اند و حاضرند در کنار غازان خان بجنگند. به گفتهٔ بعضی از مورخان مسیحی، سلطان بعضی از نواحی فلسطین را در ازای روابط و اتحاد بین سلاطین اروپا و حکومت ایلخان، در اختیار آن‌ها گذاشت.

### نبرد دوباره با ملک ناصر و سرانجام آن
پس از مدتی وضع شامات بسیار آشفته شد و اجحافات مغول در دمشق مردم را عاصی کرد؛ ملک ناصر محمد بن قلاوون، وضع را مناسب دید و به امرای شام، که دست‌نشاندهٔ مغولان بودند، پیشنهاد داد با یکدیگر متحد شوند. پس اختلافات داخلی را کنار گذاشتند و زیر پرچم ملک ناصر متحد شدند. پس از سفر وی به دمشق دوباره خطبه به نام او و خلیفه حاکم بأمرالله خوانده‌شد. صد روز این کار ادامه داشت و ملک ناصر حاکمان پیشین را بر سر کار خود بازگرداند. زمانی که این اخبار به غازان رسید، در سال ۷۰۰ ه‍.ق تصمیم گرفت به کار آن‌ها پایان بخشد. غازان تا حلب رسید اما به مدت ۴۰ روز برف و باران شدیدی بارید که مصریان و غازان را مجبور ساخت عقب‌نشینی کنند و کار بدون نتیجه باقی ماند.

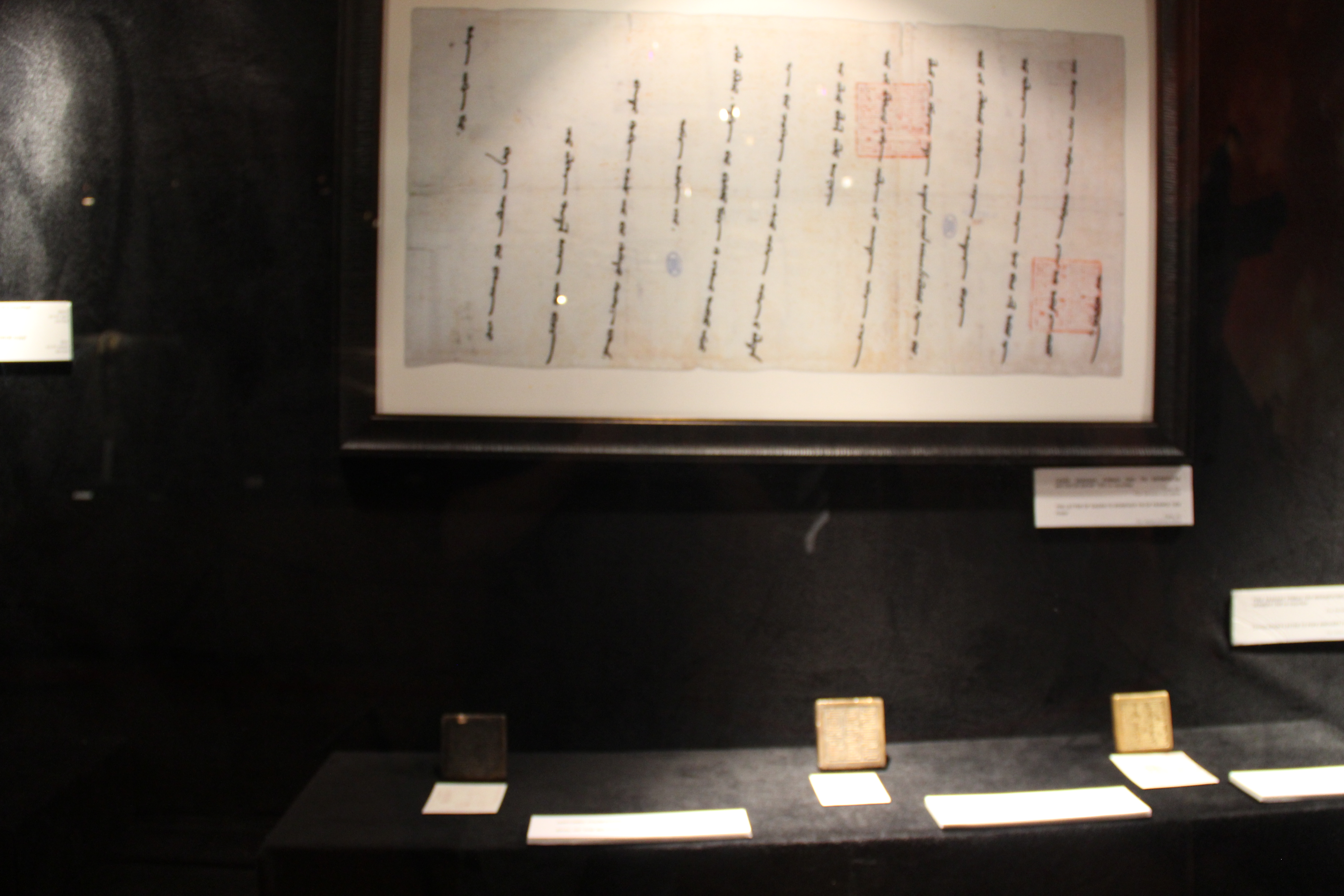
نامه غازان خان به پاپ بونیفاس هشتم دربارهٔ وعده پاپ برای همکاری با غازان در نبرد با ممالیک. نامه به زبان مغولی و خط اویغوری نوشته شده و منقوش به آل‌تمغای چینی است. تاریخ صدور نامه سال ۷۰۱ ه‍.ق است.

غازان خان تصمیم گرفت مسئله را از طریق اقدامی سیاسی برطرف کند. وی هیئتی مشتمل بر ۲۰ نفر همراه با نامه‌ای به مصر فرستاد. غازان خان گذشته از آنچه در نامه مطرح کرده بود، خواستار ضرب سکه با نام او و ارسال خراج از سمت حاکم مصر شده‌بود، اما جواب سلطان به این خواسته‌ها آنچنان تند و خشن بود که منابع فارسی از ذکر آن خودداری کرده‌اند و حتی رشیدالدین فضل‌الله همدانی نیز آن را بیان نکرده و تنها از خشم غازان و تصمیم او برای ادامهٔ جنگ صحبت شده است. علاوه بر آن، همراه نامه صندوقچه‌ای پر از اسلحه ارسال شده‌بود که نشان از جنگ طلبی حاکم مصر داشت. در این زمان که سلطان درحال آماده‌شدن برای جنگ بود، از جانب فاسیلیوس، امپراتور روم شرقی، تحفه‌ها و هدایای فراوانی رسید. آن‌ها خواستار اتحاد با غازان خان بودند و امپراتور حتی دختر خود را نیز به نزد او فرستاده بود. ایلخان از این اتحاد بسیار خشنود شد. ارمنستان نیز سپاهیان خود را در اختیار غازان خان گذاشت. در همین حال هیئت دیگری از جانب اولوس جوجی وارد شد که خواستار دریافت خراجی بود که از زمان هلاکو خان برای حدود آذربایجان و اران مشخص شده‌بود. غازان خان نمی‌خواست وارد مشکلات جدید شود و خطری برای خود ایجاد کند و به همین علت هدایای بسیاری فرستاد. غازان جنگ خود را از طریق بغداد آغاز کرد. در همین روزها حاکم بأمرالله درگذشت و المستکفی بالله جانشین او شد. غازان خان در این زمان به جانب شمال می‌رفت و بدون مانع مسیر را طی می‌کرد تا در سال ۷۰۲ ه‍.ق در رحبه اردو زد. او با بررسی اوضاع جنگ، روحیهٔ قوی سپاهیانش و روحیهٔ ضعیف مردم حکومتش، تصمیم گرفت به پایتخت بازگردد و جنگ را به فرماندهانش بسپارد. پس قتلغ‌شاه و امیر چوپان، خود به دمشق رفتند. سلطان مصر تصمیم گرفت شخصاً جنگ را هدایت کند و ملک ناصر نیز همراه با حمایت خلیفه و فرمانروایان شامات حرکت کرد؛ در رمضان سال ۷۰۲ ه‍.ق در مرج‌الصفر جنگ شکل گرفت که ابتدا پیروزی از آن مغولان شد و موفق شدند به خزانهٔ ملک ناصر محمد بن قلاوون دست پیدا کنند اما پس از مدتی شکست عایدشان شد؛ بسیاری با اسب‌های خود در باتلاق‌ها فرورفتند و ده هزار مرد و بیست هزار اسب به دست شامیان افتاد و آن‌ها با پیروزی به دمشق بازگشتند. قتلغ‌شاه با عده‌ای از سپاهیان خود به تبریز بازگشت. هنگامی که غازان خان اخبار جنگ را شنید بسیار مغموم گشت و به گفتهٔ منابع چنان آهی کشید که خون از دماغش جاری شد و از آن پس غضبناک و خشمگین شد و حتی طی محکمه‌ای که برای بررسی این شکست تشکیل داده‌بودند، وی قصد داشت دستور قتل قتلغ‌شاه را صادر کند که اطرافیانش او را از این عمل منصرف کردند. به مدت دو ماه در سراسر حکومت به احترام خانواده‌های سربازان و کشته‌شدگان عزای عمومی اعلام شد و در همین حین پادشاه روم که ادعای دوستی کرده‌بود، به پشتوانهٔ مصر و شامات دست به خودسری زد. غازان شورش او را سرکوب کرد و غیاث‌الدین مسعود جانشینش شد و فرمانروای سلجوقیان روم، کیقباد سوم را نیز به اصفهان فرستادند، که در سال ۷۰۲ ه‍.ق در همان‌جا به قتل رسید و تا حدی خیال حکومت از جانب روم آسوده گشت.

## مرگ غازان خان

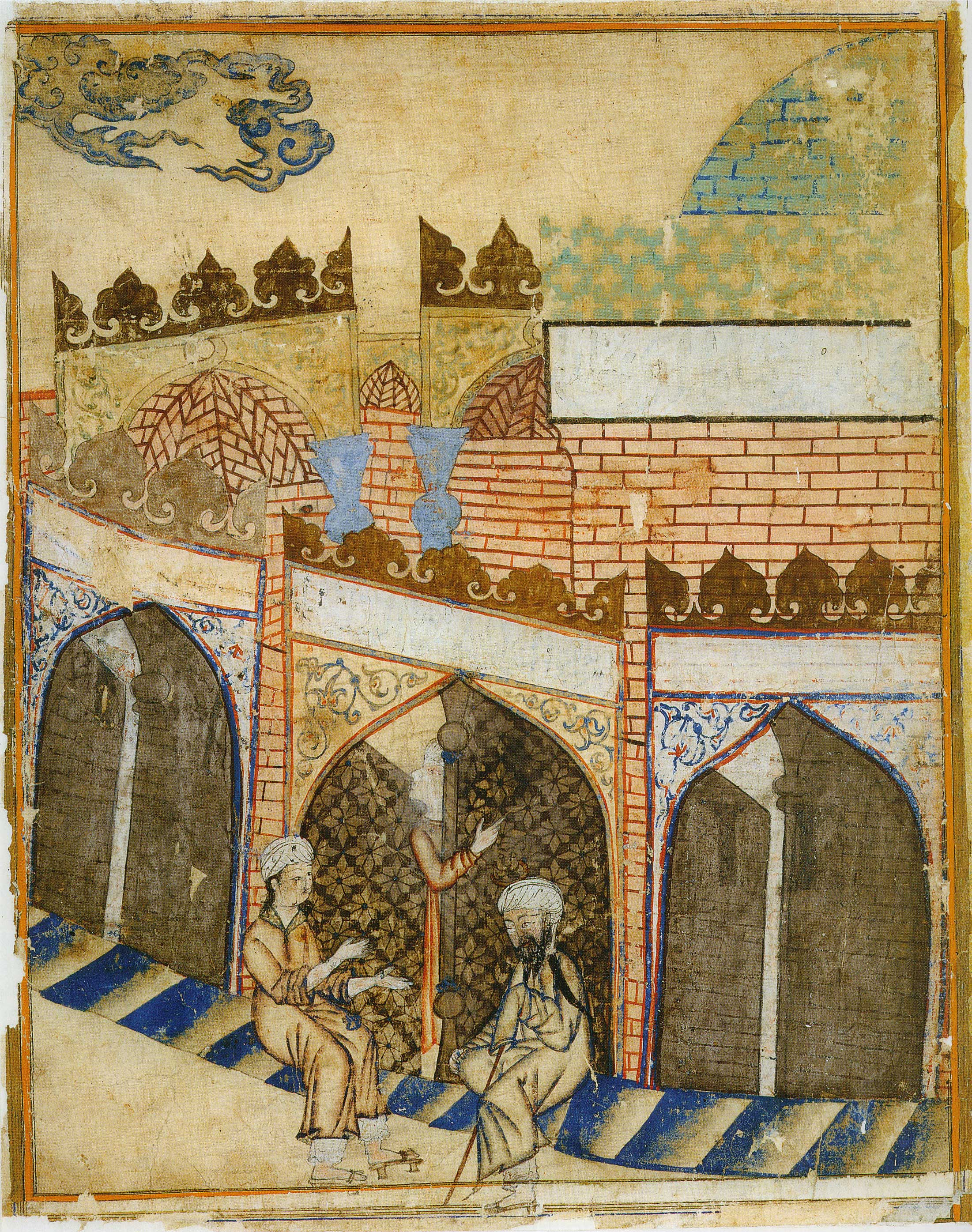
مینیاتوری از مقبرهٔ غازان خان

در شورایی که غازان پس از شکست مرج‌الصفر در اوجان تشکیل داد، بعد از تنبیه سران سپاهی، دست به بذل و بخشش گشود و هر یک از سرداران را خلعت‌ها و انعام‌های گزاف داد و به مدت پانزده روز در چادری نشسته، به دست خود خزانه و حاصل مالیات ولایات را که به اسم استمداد لشکر قبلاً به تعدی از مردم وصول شده بود، به باد داد و کاری کرد که هیچ‌یک از ایلخانان سابق نکرده‌بود. پس از اتمام قوریلتایِ اوجان، غازان به تبریز آمد و مشغول تهیهٔ لشکر، جهت حرکت به شام و کشیدن نقشه‌ای برای جبران شکست مرج‌الصفر برآمد اما ناگهان دچار درد چشم شد و اطبای چینی به معالجهٔ او مشغول شدند. کمی بعد به اوجان برگشت و به عزم گذراندن زمستان به طرف بغداد حرکت کرد؛ اما به خاطر برف و باران شدید موفق به انجام این کار نشد و مصمم شد در کنار قزل‌اوزن زمستان را به پایان برساند. غازان که پس از شکست مرج‌الصفر دائم غمگین و رنجور بود، در سفر قشلاقی خود سخت مریض شد و هر قدر او را مداوا کردند، نتیجه نداد. ناچار در اوایل بهار از حوالی قزل‌اوزن به طرف ساوه حرکت کرد و خواجه سعدالدین در این مکان که موطن او بود، از ایلخان پذیرائی شایانی کرد. در ساوه اندکی حالت مزاج غازان بهبود یافت، ولی چون از آنجا به ری حرکت نمود، مرضش به شدت عود کرد و ناچار چند روز در ری ماند و از آنجا عازم قزوین شد. غازان خان در یکشنبه مصادف با ۱۱ شوال سال ۷۰۳ ه‍.ق در حوالی قزوین، پس از قریب به نه سال سلطنت، در سن ۳۳ سالگی وفات یافت و جنازهٔ او را از آنجا به تبریز بردند. رسم مغولان به این صورت بود که جسد ایلخانان را در محلی مخفی و دور از آبادی و زراعت به خاک می‌سپردند و آنجا را از مردمان مخفی نگاه می‌داشتند؛ اما غازان خان که به دین اسلام گرویده‌بود، خواست از عمل بزرگان دینی و سلاطین اسلامی بهره بگیرد. او به همین علت، در حیات خویش مقبره‌ای بنا کرد و اوقافی جهت آن قرار داد تا عابدان، صالحان و زاهدان از طریق آن روزگار بگذرانند. نام این بارگاه شنب غازان بود و او را در این مکان به خاک سپردند.
غازان را با وجود عمر کم و سلطنت کوتاه، به واسطهٔ اصلاحات و اقداماتی که انجام داده‌بود و ابنیه، قواعد و قوانینی که به جای گذاشته‌بود، می‌توان بزرگ‌ترین پادشاه سلسلهٔ ایلخانان دانست، اما باید به خاطر سپرد که یک قسمت عمده از این افتخار، عظمت و بلندنامی که مشمول حال غازان خان شده از برکت وجود وزیر کاردانی مثل رشیدالدین فضل‌الله همدانی است که از یک طرف با تدبیر و هنر و سیاست ممالک وسیع غازانی را اداره می‌کرده و از طرف دیگر در ترفیع حال رعایا، اصلاح امور مالی، ساخت ابنیه و آثار خیریه با غازان خان مشارکت داشته است. خواجه همچنین وقایع و اتفاقات ایام را به ثبت رسانده است.

## اخلاق و صفات غازان خان
سلطان محمود ایلخان پس از قبول مذهب اسلام از مؤمنین و مشوقین جدی آن آیین گردید و در تمام عمر در رعایت مراسم و آداب دین حنفی و اقامهٔ شعائر آن می‌کوشید. غازان شخصی رشید و جنگ آزموده بود، مخصوصاً قبل از رسیدن به مقام ایلخانی یعنی در دورهٔ حکومت خراسان، به واسطهٔ حملات پی‌درپی مغولان ماوراءالنهر به این مملکت، به خوبی فنون لشکرکشی و مقابلهٔ با دشمن را فرا گرفته‌بود و اسرار این کار را آموخته بود. ظاهراً وی از مرگ هیچ ترسی نداشت و تمام وقت سپاه خود را به حقیر شمردن عمر و نداشتن باک از دشمن تشویق می‌کرد؛ غالباً مثل چنگیز خان، سرداران خود را احضار می‌کرد و به آن‌ها تعلیمات ویژه‌ای می‌داد و به ایشان توصیه می‌نمود که در لشکرکشی‌ها از راهداران و راهنمایان بیش از همه استفاده کنند و پیش از حرکت در تأمین وسایل، آذوقه، کسب اطلاع از احوال و روحیهٔ دشمن به کمک جاسوس‌ها بکوشند. در رعایت انضباط لشکریان بسیار تلاش می‌کرد و در این راه نیز مقلد چنگیز بود و می‌گفت: 
| « | قسمت عمدهٔ شکست‌هایی که بر سپاه وارد می‌شود نتیجه نداشتن انتظام و افسار گسیختگی افراد است در حین حمله یا غلبه بر دشمن. | » |

غازان علاوه بر زبان مغولی، فارسی، کمی عربی، چینی، تبتی، هندی، کشمیری و لاتینی نیز می‌دانست و به دانستن تاریخ، آداب و اخلاق سلاطین، مخصوصاً پادشاهان معاصر خود علاقهٔ بسیاری داشت و هر وقت به یکی از مردم ممالک خارجی برمی‌خورد، در این باب از او می‌پرسید ولی بیش از همه به دانستن تاریخ آباء و اجداد مغولی خود علاقه داشت و هیچ‌یک از امرا و شاهزادگان مغول به اندازهٔ او بر احوال و اسامی و وقایع مغول مطلع نبودند. خواجه رشیدالدین یک مقدار از اطلاعات نفیسی را که در جامع‌التواریخ ضبط کرده است، شخصاً از دهان غازان خان شنیده است. غازان خان گذشته از این‌ها مردی هنرمند بود و به بعضی از صنایع‌دستی و حرفه‌های مختلف مثل بنایی، نقاشی، آهنگری و اسلحه‌سازی آشنایی داشته و مقداری از عمر خود را هم به طلب کیمیا، اشتغال به رمل، ستاره‌شناسی و تحصیل نباتات عجیب به عادت مغول صرف کرده است.
وی همچنین خیال بنای رصدخانه‌ای در نزدیکی تبریز را نیز در سر داشت و البته نمونه‌ای از آن را در شام بنا کرده‌بود. غازان خان به اهل ادب، حکمت و فضل علاقه داشت و غالباً با آن‌ها نشست و برخاست می‌کرد و در محضر آن جماعت سوالاتی طرح می‌نمود. از ادیان، مذاهب و ملل و نحل اطلاعات کافی داشت و اکثر اوقات با فرق مذهبی مختلف به مناظره می‌پرداخت. در تشخیص میزان لیاقت و کفایت اشخاص نیز خبره بود و هرکس را به اندازهٔ فضل و توانایی‌ای که دارا بود، به مقامی که در خورش بود می‌گماشت و کمتر به غرض مغرضین و سعایت سخن‌چینان توجه می‌کرد. او در سیاست و تنبیه خطاکاران فوق‌العاده سخت‌گیر و بی‌رحم بود و در صورتی که از کارگزاران، زیردستان و سران‌سپاهی، ظلم یا تجاوزی صورت می‌گرفت، آن‌ها را به شدت مجازات می‌کرد. او زمام نفس خود را در دست داشت و هیچ حرکتی که نشان از شهوت‌رانی باشد از او دیده نشده؛ وی کسانی را که مرتکب این قبیل گناهان می‌شدند را به شدت مورد بازخواست قرار می‌داد.

## ابنیه غازانی
غازان خان جز سلاطینی است که به آبادانی و عمران بسیاری پرداخته است. وی در محل شام تبریز که بعدها شنب غازان یا شام غازان خوانده شد و در سه ربع فرسخی جنوب تبریز قرار داشت، بقعه‌ای ساخت که از عجایب ابنیهٔ اسلامی است. این بارگاه بزرگ‌ترین و عظیم‌ترین قبه‌ای است که تا آن تاریخ در ممالک اسلامی ساخته شده‌بود. بنای بارگاه در سال سوم سلطنت غازان شروع و در سال ۷۰۲ ه‍.ق به انتها رسید. ضخامت دیوارها برابر با سی و سه آجر چسبیده به یکدیگر بوده است و هر کدام از آن آجرها نیز ده من وزن داشته است؛ ۱۴۰۰۰ کارگر که ۱۳۰۰۰ نفر از آن‌ها مستمراً و ۱۰۰۰ نفر دیگر به عنوان کمک استخدام شده‌بودند، در ساخت این بنا مشارکت داشتند. ارتفاع قبه ۱۲۰ گز، طول دیوارها ۸۰ گز، کتیبه و شرفات بارگاه ۱۰ گز، طاس آن ۴۰ گز و محیط آن ۱۵۳۰ گز بوده است. این بارگاه شکل دوازده ضلعی داشته و بر هر ضلع آن صورت برجی را نقش کرده‌بودند. داخل و خارج کتیبه‌هایی در آن به کار رفته است با طرح‌ها و خطوط بسیار زیبا و ۳۰۰ کیلو لاجورد تزئین شده است. در این قبه ۸۰ قندیل طلا و نقره که وزن هر کدام برابر با ۱۵ کیلوگرم بوده، استفاده شده است. پس از تکمیل این بنا، غازان خان در ایران و عراق املاک خصوصی را وقف آن کرد و نگهداری آنجا را به خواجه سعدالدین ساوجی و خواجه رشیدالدین فضل‌الله سپرد؛ او سپس در اطراف بارگاه این بناها را نیز افزود:
«مسجد جامع»، «مدرسه شافعیه»، «مدرسه حنفیه»، «خانقاه جهت درویشان» ،»دارالسیاده جهت اقامت سادات»، «رصدخانه»، «دارالشفاء»، «بیت الکتب»، «بیت القانو، جهت گذاردن دفاتر و قوانینی که غازان خان وضع کرده‌بود»، «بیت المتولی که یک نفر متولی در آنجا مأمور تدبیر منزل و ترتیب مصالح مردم و منزل دادن ایشان بود»، «حکمتیه جهت اقامت حکما و تعلیم حکمت»، «بستان و قصر عادلیه»، «حوضخانه و حمام». غازان خان از برای مقبره چند نفر حافظ قرآن، برای دارالسیاده، خانقاه، حوضخانه و حمام خدام، برای دارالکتب چند نفر کتابدار، برای مدارس، حکمتیه و رصدخانه استادان و مدرسان متعدد و برای دارالشفا اطبا و چشم‌پزشکانی را منصوب کرد. وی دستور داد که صبح و شب فقرا و دردمندان را در خانقاه‌ها غذا دهند و همچنین در هر ماه دو نوبت صوفیان گرد یکدیگر جمع شوند و به رقص و شادمانی مشغول شوند. عایدات اوقاف املاکی که غازان وقف این ابنیه و اماکن کرده‌بود در سال به صد تومان مغولی می‌رسید و او دیوان خاصه را جهت وصول این عایدات ترتیب داده‌بود؛ وی ادارهٔ آن را به عهدهٔ قورتیمور و ترنفای سپرده‌یود. غیر از ابنیهٔ فوق، غازان خان تمام شهر اوجان را در سال ۶۹۸ ه‍.ق از نو بنا کرد و بازارها و حمام‌های جدیدی در آنجا ساخت. او خانقاهی نیز در همدان بنا کرد و در اطراف دو شهر تبریز و شیراز دیوار کشید؛ قلعهٔ تبریز را نیز در سال ۷۰۲ ه‍.ق تعمیر نمود. طول باروی تبریز ۵۴۰۰۰ قدم (قریب چهار فرسخ و نیم) و عرض آن ۱۰ گز و نیم بود و پنج دروازهٔ کوچک داشت.

## اصلاحات غازان خان
من جانب رعیت تازیک نمی‌دارم! اما آنچه شما ایشان می‌زنید و می‌رنجانید اندیشه باید کرد که زنان و فرزندان ما چگونه عزیزاند و جگرگوشه از آن ایشان نیز همچنین باشد و ایشان نیز آدمیان‌اند.

پطروشفسکی، تاریخ اجتماعی - اقتصادی ایران در دوره مغول، ۱۶.
غازان خان برای بهبود حال رعایا، وصول منظم مالیات، رفع ظلم و تعدی و بهبود شرایط حکومت، قواعدی را وضع کرد. وی بسیاری از آداب و مراسمی را که پیش از آن معمول بود و اجرا می‌شد را به دلیل منافات با عدل منسوخ کرد و اصلاحات جدیدی را به وجود آورد که نمونه‌ای از آن‌ها به شرح زیر است.

### اجتماعی
- پیش از غازان، راه‌های تجارتی به علت دستبرد راهزنان و همکاری راهداران با آنان، ناامن و خطرناک بود و اموال مسافران و کاروانیان همه وقت معرض تعرض و غارت قرار می‌گرفت؛ غازان راه‌ها را امن و راهزنان را دستگیر کرد؛ آن‌ها را به سزای اعمال خود رساند و دستور داد در منازل خطرناک، راهداران امین مأمور کنند. وی همچنین بیان داشت از هر چهارپایی مقداری معین راهداری بگیرند و راهداران مسئول راه باشند و اگر دزدی در راه واقع شود راهدار آن قسمت باید یا دزد را دستگیر کند یا از عهده مالی که به سرقت رفته برآید و بر سر راه‌ها میل‌هایی از سنگ یا گچ ترتیب دهند و بر روی لوحه‌هایی که بر آن میل‌ها باید نصب شود، عدد راهداران و مقداری که از هر چهارپایی باید بگیرند را بنویسند.[۱۳۳][۱۳۴][۱۳۵]
- پیش از ایام سلطنت غازان، ملازمان، پیک‌ها، ساربان و… به هر منطقه‌ای که می‌رسیدند برای خرج خود از مردم پول می‌گرفتند و غالباً در یک روز، سه یا چهار دسته از این نوع جماعت پی‌درپی وارد شهرها می‌شدند و به زور هرچه می‌خواستند از مردم می‌گرفتند. غازان اشخاصی را مأمور کرد تا در بازارهای شهرها ندا دهند که هیچ‌کس به ملازمان، پیک‌ها، ساربان و… هیچ چیزی ندهد و اگر متوجه می‌شد شخصی به ظلم آنچه می‌خواسته را از مردمان طلب کرده به ضرب چماق آن را از او می‌گرفت. از آن پس اشخاص و اردویشان در هر جایی که توقف می‌کردند مایحتاجشان را به همان نرخ معمول می‌خریدند.[۱۳۶][۱۳۷][۱۳۸]
- غازان به موجب حکمی شرب شراب و بدمستی در ملأ عام را قدغن کرد و دستور داد که گناهکار را در گذرگاه‌ها بگردانند و بر درخت آویزان کنند؛ این چنین کسی جرئت نکرد در کوچه و خیابان شراب بنوشد.[۱۳۹][۱۴۰][۱۴۱]
- غازان خان حکمی داد که براساس آن مهریهٔ عروس‌ها تنزل داده‌شود و آن را به نوزده دینار و نیم رساند تا اگر بین زن و شوهر توافق حاصل نشود؛ امر طلاق راحت‌تر به انجام رسد.[۱۴۲][۱۴۳][۱۴۴][۱۴۵]

### اقتصادی
- پیش از ایام غازان خان مالیات ولایات به صورت کامل بر عهدهٔ حکام بود؛ این حکام که اکثراً مردمانی ظالم و طمع‌ورز بودند، گاهی ۱۰ تا ۲۰ بار در سال از مردم مالیات مطالبه می‌کردند. این مالیات می‌بایست صرف مخارج جاری ولایت و پرداخت به اشخاصی می‌شد که دیوان، حوالهٔ اسامی آن‌ها را می‌فرستاد، ولی حکام دائماً با تراشیدن خرج‌های گزاف، بیشتر این عواید را تلف می‌کردند. کارگزاران دیوانی، هیچ‌گاه عایدات ولایات را تحت تفتیش قرار نمی‌دادند و از مقدار وصول شدهٔ آن اطلاعی نداشتند و بدون کمترین ملاحظه، برات‌هایی برای حکام صادر می‌کردند؛ بین حکام و صاحب دیوان علائمی رمزی وجود داشت که اگر صاحب دیوان آن علائم را در برات نمی‌گذاشت، حکام از پرداخت آن برات خودداری می‌کردند. مردمی که از این عمل حکام و مالیات‌های گزاف خسته شده‌بودند و تاب مقاومت نداشتند، آبادی‌های خود را ترک کرده و جلای وطن می‌نمودند و در نتیجه، خرابی، شهرها و دهات را فرا می‌گرفت. عمال دیوانی از این اوضاع به خوبی آگاهی داشتند، اما چون با حکام همکار بودند و از این راه سود بسیار می‌بردند؛ هیچ وقت درصدد رفع مظالم برنمی‌آمدند. عموم صاحب دیوانان و وزرای مغول، کم و بیش در این ظلم شرکت داشتند و مسئول آن اوضاع بودند، ولی از میان آن‌ها مسئولیت خواجه صدرالدین خالدی زنجانی از همه بیشتر است، چرا که او این وضع ناگوار را درنتیجه بذل و بخشش‌های فراوان به‌سرحد افتضاح رساند و کار صدور برات و حواله‌جات در عهد او به نهایت خود رسید. غازان خان از این اوضاع سخت متأثر شد و درصدد برآمد که قبل از همه، وضع وصول مالیات را مرتب و دست عمال و حکام را کوتاه و عامه را از این بابت آسوده‌خاطر کند. او به همین جهت حکم کرد که هیچ ولایتی را به مقاطعه ندهند و در طول سال بیش از ۱ بار از مردم مالیات نگیرند و همچنین به هر ولایتی یک نفر مستوفی مخصوص فرستاد تا مالیات دریافتی، املاک شخصی، املاک خالصه و اوقاف را ثبت کند و نزد غازان خان بفرستد و اسامی اشخاصی را که در سی سال اخیر مسلماً از عایدات آن‌ها بهره می‌بردند، یادداشت کند؛ اصطلاحاً مال هر ولایت را مشخص گرداند. پس از آن که این اسناد به دیوان رسید و اشتباهات آن رفع شد، عمال دیوانی از روی آن‌ها خلاصه عایداتی که باید هر سال مطالبه شود از دیگر مطالب جدا می‌کردند و سپس در دیوان به ثبت می‌رساندند. وی امر کرد صورت مالیات هر آبادی را کارگزاران دیوانی مهر کنند و سلطان نیز آن‌ها را بررسی می‌نمود. غازان خان دستور داد از آن تاریخ به بعد، دیگر حکام و مستوفیان اصلاً برای رعایا برات ننویسند و اگر کسی برخلاف این حکم عمل می‌کرد، حاکمی را که برات داده‌بود، مجازات می‌کرد و دستان نویسنده‌ای که نوشته‌بود را می‌برید. پس از انجام این موارد و گذشت سه سال، ولایات رو به آبادانی رفت و تمام اموال خزانه عاید دیوان شد و دست تعدی حکام و مستوفیان و ایلچیان به کلی کوتاه شد.[۱۴۶][۱۴۷][۱۴۸][۱۴۹]
- غازان خان در شعبان سال ۶۹۸ ه‍.ق یرلیغی به تمام بلاد ایلخانی فرستاد و به موجب آن منفعت دادن پول را اکیداً غدغن نمود و دستور داد که داروغگان و حکامی که این فرمان را اطاعت نکردند را مجازات کنند.[۱۵۰][۱۵۱]
- پیش از ایام غازان، حکام هر یک از ممالک روم، فارس، کرمان، گرجستان و ماردین به عیارهای مختلف سکه می‌زدند و چون عیار سکه‌ها در تمام بلاد ایلخانی یکسان نبود، باعث اختلال در معاملات می‌شد و موجب ضرر تجار می‌گردید. ارغون خان در ایام حکومت خود فرمانی صادر کرد و دستور داد در تمام ممالک ایلخانی عیار زر و سیم را ده، نه قرار دهند و گیخاتو خان هم عین این فرمان را اجرا کرد، ولی به واسطه عدم اقتدار ایلخانان کسی از آن اطاعت نمی‌کرد و هیچ‌وقت عیار زر و سیم از ده، هشت تجاوز نمی‌نمود. به امر غازان عموم سکه‌های مغشوش را در سراسر ممالک ایلخانی جمع‌آوری کردند، البته بجز مسکوکاتی که او فرمان داده‌بود ضرب شوند. سکه‌های جمع‌آوری‌شده را به ضراب‌خانه‌ها برده، می‌شکستند و تمام‌عیار می‌ساختند.[۱۵۲][۱۵۳][۱۵۴][۱۵۵] بر سکه‌های جدید به‌منظور جلوگیری از جعل توسط جاعلان، یک نشان‌واره سه حرفی می‌افزودند. ماهیت این سه حرف امروزه محل اختلاف است؛ بیشتر متخصصان این سه حرف را مخفف نام یا اصطلاحی خاص و برگرفته از یکی از سامانه‌های نوشتاری چینی، دیواناگری، تبتی یا مغولی-تبتی و یکی از زبان‌های مغولی، چینی، تبتی یا سانسکریت دانسته‌اند.[۱۵۶][۴] این احتمال نیز وجود دارد که این سه حرف تنها نمایانگر یک تمغای ساده باشند.[۱۵۶]

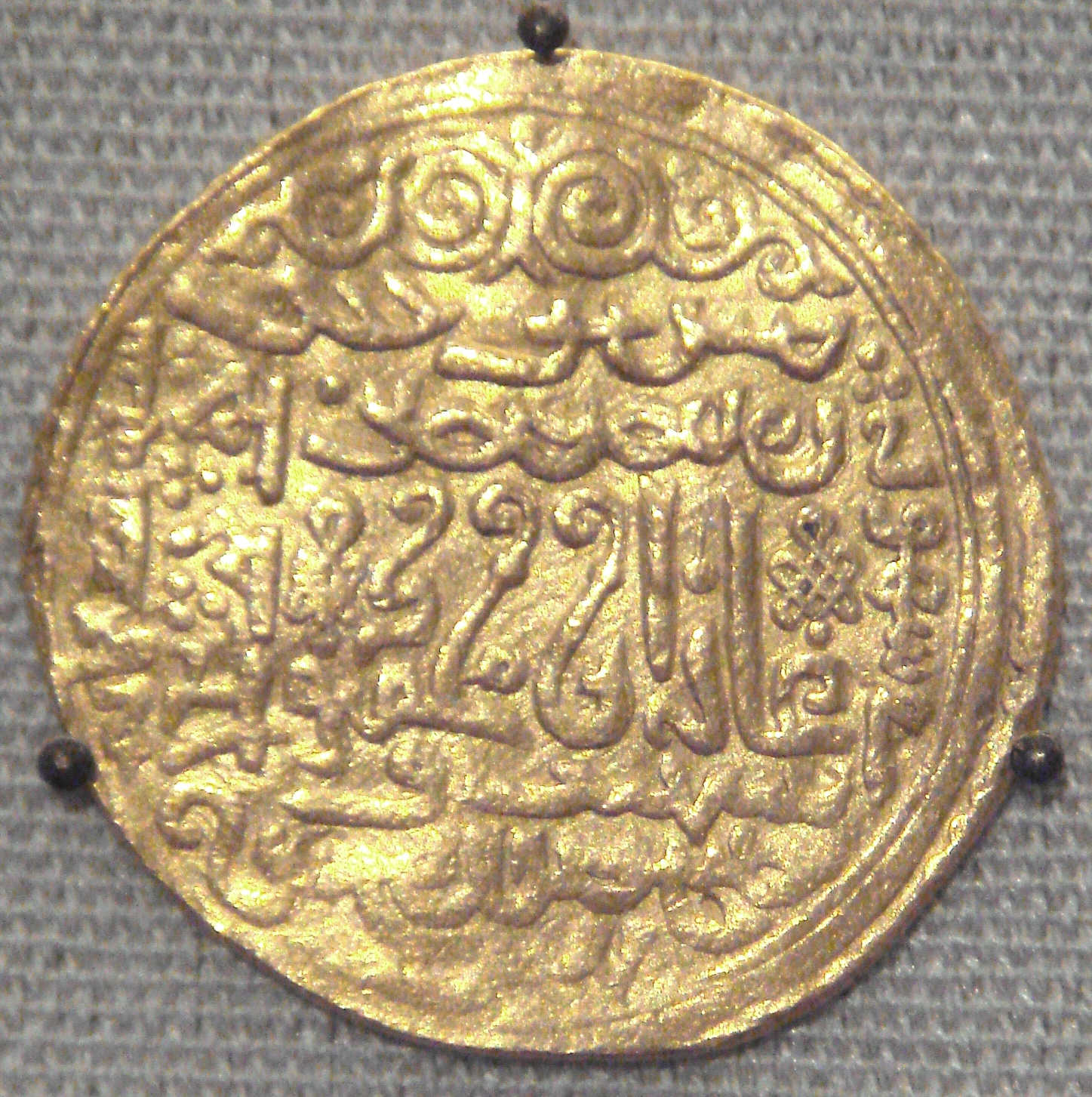
سکه طلای ضرب‌شده در شیراز به‌تاریخ سال ۷۰۰ ه‍.ق (۱۳۰۱ م). در مرکز سکه نام «غازان محمود» به خط کوفی نگاشته‌شده و اطراف آن به خط اویغوری و زبان مغولی عبارتی با این معنی است: «با تکیه بر نیروی تنگری غازان سکه ضرب کرد». نشان‌واره سه حرفی در گوشه سمت چپ سکه قابل‌مشاهده است.

- پیش از غازان مقیاس‌های وزن و کیل در هر ولایت به یک شکل خاص بود و وزن و کیل هر ده با ده دیگر تفاوت فاحش داشت و این مسئله همه وقت بین برات‌داران و محصلان مالیات و رعایا تولید اختلاف می‌کرد. این وضعیت باعث رکود تجارت و عدم رغبت مردم به حمل مال‌التجارهٔ خود به سایر ولایات نیز شده‌بود و دائماً بین فروشنده و مشتری در این باب کشمکش بود و بیشتر اوقات معامله به ضرر فروشنده تمام می‌شد و همین امر موجب کمیابی بعضی اموال در ولایات بود. غازان خان برای یکسان‌سازی اوزان و پیمانه‌ها یرلیغی صادر کرد و آن را به عموم ولایات فرستاد و دو نفر مأمور تعیین نمود تا سنگ‌های معاملهٔ زر و سیم، اوزان بار و کیل را در همه جا مساوی کنند؛ آن‌ها را از آهن بسازند و مهر کنند.[۱۵۷][۱۵۸][۱۵۹][۱۶۰]

### حقوقی
- یکی از بزرگ‌ترین اصلاحات غازان انتخاب قضات، شهود و نظم امور معاملات عرفی است که پیش از او به واسطهٔ عدم توجه در انتخاب قضات و رشوه گرفتن آن‌ها، در بازار، تزویر و تقلب بسیاری رواج داشت. قضات مناصب را اجاره می‌دادند، قسم دروغ رواج داشت و همچنین ساختن قباله‌های تقلبی به شکلی عام گسترش یافته‌بود. غازان خان برای این امر ۴ فرمان صادر کرد:
  - فرمان اول در خصوص منصب قضات.[۱۶۱]
  - دوم در باب مرور زمان و نپرداختن به مرافعه‌ای که سی سال از تاریخ آن گذشته باشد.[۱۶۲]
  - سوم در خصوص اثبات مالکیت فروشنده قبل از خرید و فروش.[۱۶۳][۱۶۴][۱۶۵]
  - چهارم در باب تأکید سه حکم سابق و تکمیل آن‌ها.[۱۶۶][۱۶۷][۱۶۸]

### دینی
- ایلخان یرلیغ‌های بسیار به ولایات فرستاد و مردم را از تکلم به سخنان کفرآمیز منع فرمود و دستور داد که هیچ‌کس بعدها در پیشرفت‌هایی که نصیب شخص او یا اردویی که جزو آن است می‌شود کفایت و کاردانی خود را دخیل نشمارد، بلکه همه توفیق‌ها را از خداوند بداند و برخلاف هر شری را که از وجود او زاید آن را به کسی جز خود منسوب ندارد.[۱۶۹][۱۷۰]

### عمرانی
- چون در نتیجهٔ استیلای مغول، جنگ‌های دورهٔ حکومت ایلخانان و ظلم و تعدی عمال دیوانی، بیشتر روستاها و مزارع از بین رفته‌بود؛ غازان خان برای بازسازی ویرانه‌ها احکامی صادر کرد تا کسانی که به تجدید عمارت بنایی یا زراعت مزرعه ویرانی می‌پردازند اجزاء دیوان با ایشان چگونه معامله کنند و به نسبت عمل انجام شده به ایشان تخفیف مالیان بدهند. قبل از غازان خان، املاک خاصه ایلخانی یعنی املاک اینجو به کلی ویران‌شده و حکام بذر آن را به اتمام رسانده‌بودند. غازان حکم کرد که از مالیات هر ولایت مبلغی را به عنوان قیمت بذر و مصارف زراعت دراختیار حکام قرار دهند و سال به سال حاصل آن را از ایشان مطالبه کنند. به حکم غازان املاک آن جماعت را دیوان تصرف کرد و در نتیجه بسیاری از آن املاک و زمین‌ها آباد شد.[۱۷۱][۱۷۲][۱۷۳][۱۷۴][۱۷۵]

### نظامی
- پیش از غازان خان وظیفه و جیرهٔ سپاهیان به‌طور کامل مشخص نشده‌بود؛ تنها بعضی از سرداران از دیوان مقداری معین غله می‌گرفتند. غازان خان برای لشکریانی که مشغول خدمت بودند وجه جیره و معاشی مشخص کرد و به تدریج هر سال میزان آن را بالا می‌برد. پیش از آن برات‌هایی برای غلهٔ سپاهیان صادر می‌کردند اما هنگامی که این برات به ولایت می‌رسید، وصول نمی‌شد. غازان خان دستور داد که در هر یک از ولایات هنگام برداشت محصول، غلهٔ دیوانی را به اطلاع شحنه برسانند تا اگر براتی برسد فوری شحنه از آن غله حواله را بپردازد و برای رعایا مزاحمتی فراهم نشود. وی از سال ۷۰۳ ه‍.ق یرلیغی صادر کرد و به موجب آن برای عموم سپاهیان اقطاعات مشخصی تعیین نمود.[۱۷۶][۱۷۷][۱۷۸][۱۷۹]
- پیش از سلطنت غازان خان، جماعتی از اسلحه‌سازان، هر سال مقداری علوفه و مقرری می‌گرفتند تا برای سپاهیان اسلحه بسازند ولی به واسطهٔ هرج و مرج در کارها، به هیچ‌وجه آن مقدار اسلحه‌ای که باید در سال می‌ساختند را تحویل نمی‌دادند. غازان خان مستمری عموم آن‌ها را قطع کرد و دستور داد که کمانگران، تیر تراشان و شمشیرسازان هر سال صد دست اسلحه تحویل دهند و به نرخ روز قیمت آن را بگیرند. وی مرد مورد اطمینانی را تعیین کرد که هر سال آن مقدار اسلحه را از آن‌ها بگیرد و مالیات هر ولایت را برای پرداخت وجوه اسلحه معین ساخت و به این تدبیر هر سال ۱۰۰۰۰ مرد مسلح حاضر می‌شد، در صورتی که بیش از او دو برابر این وجه به مصرف می‌رسید و در مقابل حتی دو هزار نفر هم مسلح نمی‌شد.[۱۸۰][۱۸۱][۱۸۲][۱۸۳]

### دیگر اصلاحات
- قبل از غازان خان رسم بود که برای انتقال اخبار آبادی‌ها و شهرها از اشخاصی به نام ایلچی استفاده کنند؛ این رسم از زمان چنگیز خان معمول بود اما در دوره‌های بعد تعبیر ناشایستی از آن شد؛ شاهزاده‌خانم‌ها، امرا، فرماندهان سپاهی و شاهزادگان، نوکران خود را برای انجام این امور روانه می‌ساختند و به آن‌ها نام ایلچی می‌دادند. دیگر این که در هر چاپارخانه پانصد اسب بود، اما گاهی برای سواری ایلچیان کافی نبود و ایلچیان به گلهٔ اسب هرکس که می‌رسیدند، هرچقدر که می‌خواستند از آن برمی‌داشتند. کار تعدی ایلچیان به درجه‌ای رسید که جمعی از راهزنان نیز خود را ایلچی نامیدند و به این اسم به تصرف گلهٔ مردم پرداختند و هر آنچه خواستند در راه خود برداشتند. غازان خان برای بهبود این اوضاع دستور داد به فاصلهٔ هر سه فرسخ شروع به ساخت چاپارخانه کنند و در آن‌ها ۱۵ سر اسب قرار دهند. هر ایلچی می‌بایست نشانی مهر کرده از سلطان در دست داشته‌باشد؛ وی دستور داد به هیچ‌کس بیشتر از ۴ اسب ندهند مگر این که خبری فوری داشته باشد که در این حالت حاکم باید کاغذ را مهر کند تا ایلچی بتواند بیش از آنچه مقرر شده اسب دریافت کند. ایلچیان هر روز ۶۰۰ فرسنگ طی می‌کردند، مثلاً فاصلهٔ بین تبریز و شیراز را در ۳ یا ۴ روز طی می‌کردند. غازان خان علاوه بر این دستور داد که به هر ایلچی مخارج راهش را بدهند و در شهر منازلی به اسم ایلچی‌خانه جهت اقامت آن‌ها بسازند. غیر از ایلخان و نواب درگاه او، هیچ‌کس حق فرستادن ایلچی نداشت؛ به علاوه در هر چاپارخانه دو پیک مأمور کرد که اخبار چاپارخانه‌ها را به یکدیگر برسانند و این پیک‌ها روزی سی فرسخ طی می‌کردند.[۱۸۴][۱۸۵][۱۸۶][۱۸۷]
- یکی دیگر از اصلاحات غازانی، ترتیب تاریخ ایلخانی یا تاریخ غازانی است و این کار را او برای تطبیق سنوات قمری با سنوات شمسی کرده چرا که به واسطهٔ عقب افتادن نوروز و پیدا شدن سیزده سال اختلاف بین سال‌های شمسی و قمری در عهد غازان، این پادشاه در ۱۳ رجب سال ۷۰۱ ه‍. ق، سال قمری و شمسی را که از عهد معتضد خلیفه عباسی و دیالمه دیگر با یکدیگر تطبیق نشده‌بود، تطبیق کرد و روز فوق را ابتدای تاریخ جدید قرار داد، اما این تاریخ دوام نیافت و به‌زودی از میان رفت.[۱۸۸][۱۸۹][۱۹۰][۱۹۱]